# Українська революція (1917—1921)
Українська революція (також Визвольні змагання) — низка подій, пов'язаних з національно-визвольною боротьбою українського народу протягом 1917—1921 років.
Приводом до початку Української революції стала Лютнева революція в Російській імперії. В Україні утворився альтернативний центр влади — Українська Центральна Рада (УЦР), яка стала представницьким органом українських демократичних сил і очолила національно-демократичну революцію в Україні. Керівником УЦР став Михайло Грушевський.
У період 1917—1921 років Україна пережила різні форми національної державності: УНР, Українська Держава, ЗУНР, Кубанська НР, а також Кримська ДР. Українські етнічні території були розділені між Українською СРР, Польською Республікою, Румунським королівством та Чехословацькою Республікою. Таким чином, Українська національно-демократична революція зазнала поразки. Ця поразка стала наслідком незгуртованості політичної еліти, незавершеності процесу формування нації, відмінностей між національними та соціальними завданнями визвольного руху, його обумовленості зовнішніми політичними й насамперед військовими факторами. Однак, не досягши своєї мети, Українська революція започаткувала процес формування модерної політичної нації та відродила традицію української державності.

## Хід Революції

### Лютнева революція. Формування Центральної Ради

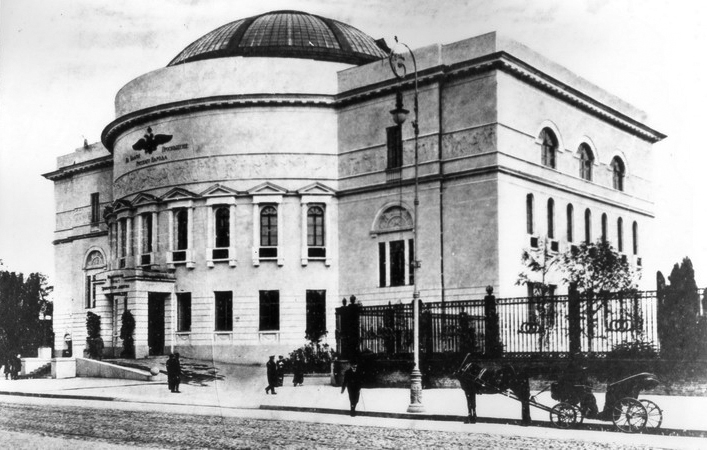
Педагогічний музей імені цісаревича Олексія у 1911, де працювала Українська Центральна Рада

Віче на Софійській площі в Києві 19 березня 1917

23 лютого (8 березня) 1917 в Петрограді, столиці Російської імперії, почалися масові страйки. У наступні дні Державна дума стала в опозицію до уряду, до страйкарів приєдналися частини столичного гарнізону. 27 лютого (12 березня) вся повнота влади зосередилася в руках Тимчасового комітету Державної думи. 2 (15) березня члени цього комітету прийняли від монарха акт про зречення та сформували Тимчасовий уряд. Паралельно з Тимчасовим урядом в Петрограді утворилася Рада робітничих і солдатських депутатів, яка мала вплив на формування та діяльність уряду.
На початку березня, в Петрограді, українці створили Тимчасовий український революційний комітет, який 2 (15) березня звернувся до українців столиці, закликавши їх спрямувати свою енергію «на завоювання власних національно-політичних прав», наповнити її «свідомістю власних національних інтересів». Через десять днів Комітет провів багатотисячну маніфестацію в центрі Петрограда.
Протягом 3—5 (16—18) березня на території України практично були ліквідовані органи царської адміністрації, виконавча влада перейшла до призначених Тимчасовим урядом губернських та повітових комісарів. Як і в Росії, в Україні почали формуватися Ради об'єднаних організацій, а також Ради робітничих і солдатських депутатів.
На початку березня в клубі «Родина» Товариства українських поступовців (ТУП) зібралися близько 100 представників українських організацій. На цих зборах народилася ідея створення спеціальної організації для координації національного руху. Однак принципи її творення викликали гостру полеміку. Члени ТУП (Сергій Єфремов, Дмитро Дорошенко, Людмила Старицька-Черняхівська та інші) вважали, що саме їхня організація мала стати центром єднання національних сил. Такий підхід не знайшов підтримки у більшості учасників зборів. З ініціативи соціал-демократа Дмитра Антоновича та інших учасників зборів новий орган вирішено формувати на коаліційній основі. 7(20) березня пройшли вибори керівного ядра Центральної Ради. Головою УЦР обраний відомий історик і громадський діяч Михайло Грушевський, який в цей час ще не повернувся до Києва з Москви, де відбував своє заслання.
У перших декадах березня Центральна Рада була одним з лівофлангових гравців у суспільно-політичному житті країни, поступившись ініціативою російським політичним партіям та організаціям. Ситуація змінилася, коли в Києві відбулася ініційована Центральною Радою 100-тисячна маніфестація, що переросла у віче, яке підтримало резолюцію про автономію України. 6—8 (19—21) квітня в Києві пройшов Всеукраїнський національний конгрес, на якому були присутні близько 900 депутатів від різних українських політичних, громадських, культурно-освітніх та професійних організацій. На з'їзді депутати обговорили різні аспекти національно-територіальної автономії України, прийняли рішення про створення крайової влади й вироблення проєкту автономного статуту України, обрали 118 членів Української Центральної Ради, у тому числі М. Грушевського — головою УЦР, В. Винниченка і С. Єфремова — заступниками голови. Мандати членів Ради отримали відомі українські громадські та політичні діячі: Д. Дорошенко, М. Міхновський, В. Прокопович, Є. Чикаленко, О. Шульгін, А. Ніковський, С. Русова, В. Леонтович, Л. Старицька-Черняхівська та ін. Після Конгресу УЦР вже виступає як повноправний представник населення України.

### Перший універсал УЦР

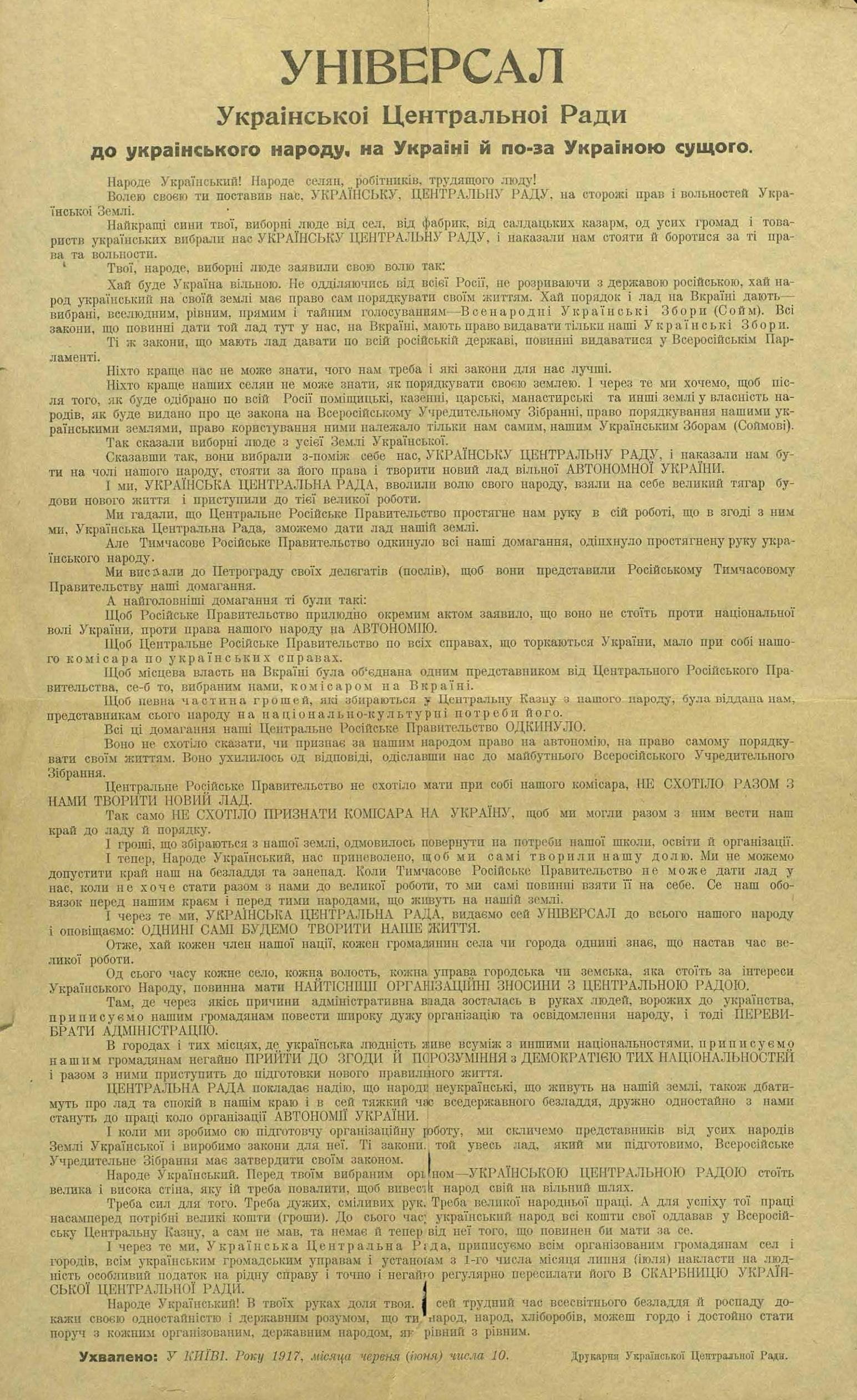
Перший Універсал УЦР

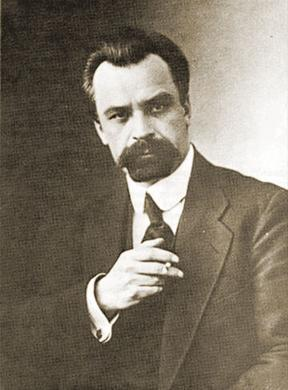
Володимир Винниченко, 1910-ті роки

Резолюції Національного конгресу отримали широкий розголос. Вимога національно-територіальної автономії Україні містили і резолюції Першого Всеукраїнського військового з'їзду (5—8 (18—21) травня), на якому були присутні більш як 700 делегатів, що представляли 993 тисяч українців-військових армії і тилу. Військовий з'їзд також висловився за реорганізацію армії за національно-територіальним принципом, формування української національної армії. Для керівництва процесами формування збройних сил при Центральній Раді створений Український Генеральний військовий комітет.
16 (29) травня до Петрограда прибула делегація УЦР на чолі з В. Винниченком та С. Єфремовим (всього 10 осіб). Не знайшовши порозуміння з Тимчасовим урядом і Петроградською радою робітничих і солдатських депутатів щодо автономії України, делегація наприкінці травня повернулася до Києва.
Невдало завершені переговори в Петрограді, заборона проведення Другого Всеукраїнського військового з'їзду підштовхнули УЦР до рішучіших дій. 3 (10) червня на Четвертих загальних зборах Центральної Ради прийнято рішення звернутися до українського народу з закликом «організуватися та приступити до негайного заложення фундаменту автономного ладу на Україні». 10 (23) червня на засіданні Комітету Центральної Ради прийнятий і у той самий день на Всеукраїнському військовому з'їзді оприлюднений документ, в якому говорилося про національно-територіальну автономію України. 15 (28) червня Комітет Центральної Ради створив Генеральний секретаріат — виконавчий орган Ради. Першим генеральним секретарем обраний Володимир Винниченко.

### Пошук компромісу

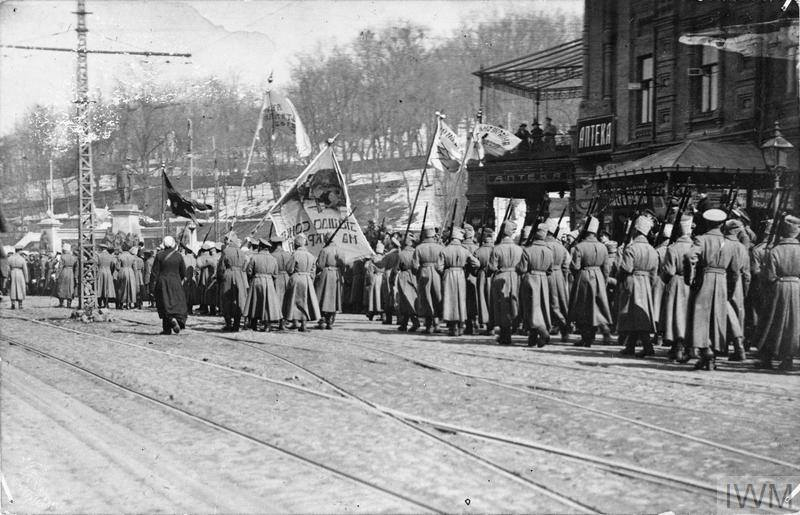
Полуботківці в Києві. На світлині видно масивний пам'ятник Олександру II (знесений більшовиками в 1920), що знаходився на Царській (нині Європейській) площі

29 червня (12 липня) до Києва прибула делегація Тимчасового уряду у складі Олександра Керенського, Іраклія Церетелі, М. Терещенка для налагодження відносин з Центральною Радою. Делегація заявила, що уряд не буде заперечувати проти автономії України, однак просить утриматися від декларування цього принципу й залишити остаточне санкціонування автономії Всеросійським установчим зборам.
2 (15) липня з Петрограда до Києва надійшла телеграма з текстом урядової декларації, де говорилося про визнання Генерального секретаріату як вищого розпорядчого органу України, а також про те, що уряд прихильно поставиться до розробки українською Радою проєкту національно-політичного статуту України.
У відповідь Центральна Рада 3 (16) липня проголосила Другий Універсал, в якому йшлося про прийняття УЦР заклику уряду до єдності, про поповнення УЦР представниками національних меншин і перетворення її в єдиний вищий орган революційної демократії України.
На початку липня в Києві близько 5 000 солдатів зажадали від влади дозволу сформуватися в окрему військову частину, а саме — в полк ім. гетьмана П. Полуботка. За свідченням учасників подій, до цього солдатського виступу були причетні члени українського військового клубу ім. П. Полуботка в Києві, зокрема поручик М. Міхновський. Солдати, за свідченням П. Мілюкова, планували захопити всі найважливіші пункти Києва і «всіх росіян і ренегатів, які гальмують українську роботу, скинути з їх постів силою». Захопивши в ніч проти 5 липня зброю в казармах 1-го запасного Українського полку, солдати в Києві захопили штаб міліції, заарештували коменданта міста, зайняли інтендантські склади, намагалися захопити казну і банк, затіяли перестрілку з юнкерами та солдатами 2-го запасного понтонного батальйону, висланими проти них штабом КВО. Уранці 5 (18) липня Генеральний військовий комітет вжив рішучих заходів проти полуботківців, а полковник Ю. Капкан, мобілізувавши полк ім. Богдана Хмельницького, розпочав повернення захоплених повстанцями пунктів. Зрештою бунтівників роззброїли й відправили на фронт.

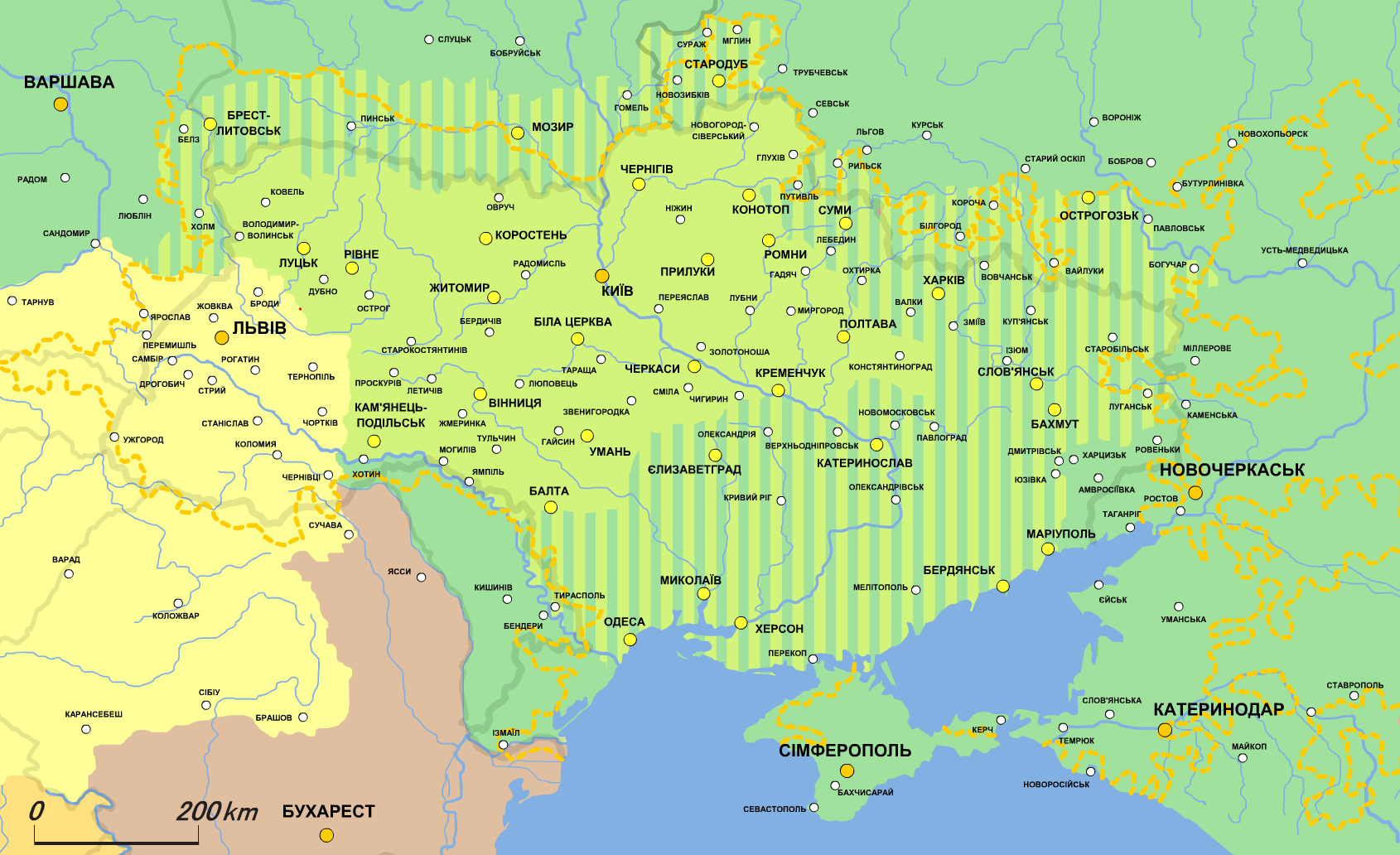
Українська автономія, визнана Російською республікою.
Територіальні претензії Центральної Ради
Межі проживання українців
Російська республіка
Австро-Угорська імперія
Румунське королівство
Сербія

У середині липня українська делегація прибула до Петрограда для затвердження складу Генерального секретаріату Тимчасовим урядом. Делегація привезла з собою Статут вищого управління Україною (в остаточному варіанті — Статут Генерального секретаріату), в преамбулі якого говорилося, що Центральна Рада є органом революційної демократії всіх народів України, її ціль — остаточне введення автономії України, підготовка Всеукраїнських та Всеросійських установчих зборів. Урядова комісія відкинула Статут Генерального секретаріату і 4 (17) серпня замінила його на «Тимчасову інструкцію», згідно з якою Генеральний секретаріат перетворювався на місцевий орган Тимчасового уряду, його повноваження поширювалася лише на 5 із 9 українських губерній, він втрачав секретарства військових, продовольчих, судових справ, шляхів сполучення, пошти і телеграфів. Тиск Тимчасового уряду на українську делегацію не обмежився затвердженням урядової «Інструкції», так, 26 липня (8 серпня) в Києві донські козаки і кірасирський полк вчинили збройну провокацію проти полку ім. Богдана Хмельницького, у результаті якої убито 16 і поранено 30 богданівців.
| Статут Генерального Секретаріату, підготовлений УНР | «Тимчасова інструкція Генерального Секретаріату Тимчасового уряду»                                                                             |
| --- | --- |
| Генеральний Секретаріат — вищий орган управління в Україні, який формується УНР і відповідає перед нею | Генеральний Секретаріат — місцевий орган Тимчасового уряду, який затверджувався ним за поданням Ради                                           |
| Коли УЦР висловлює недовіру Генеральному Секретаріату, він подає у відставку | Центральна рада фактично позбавляється законодавчих прав                                                                                       |
| Влада Генерального Секретаріату поширюється на 9 губерній: Київську, Волинську, Полтавську, Подільську, Херсонську, Катеринославську, Харківську, частину Чернігівської та частину Таврійської                                      | Влада Генерального Секретаріату поширюється лише на 5 українських губерній: Київську, Волинську, Подільську, Полтавську, частину Чернігівської |
| До складу Генерального Секретаріату входило 14 секретарств: внутрішніх, фінансових, військових, продовольчих, земельних, національних справ; юстиції, освіти, торгівлі, промисловості, пошти та телеграфу, праці, шляхів сполучення | Генеральний Секретаріат втрачає секретарства: військових справ, продовольчих справ, шляхів сполучення, пошти і телеграфу                       |

### Утворення Української Народної Республіки
20 жовтня (2 листопада) 1917 року в Києві розпочав роботу Третій Всеукраїнський військовий з'їзд. На з'їзді один з лідерів українських есерів виступив з критикою з приводу компромісної політики Центральної Ради, а також закликав «утворити власними силами Українську Демократичну Республіку»; В. Винниченко заявив, що генеральні секретарі не є чиновниками Тимчасового уряду, а сам Генеральний секретаріат непідзвітний Тимчасовому уряду, а лише українській демократії, що його породила.
25 жовтня (7 листопада) в Києві стало відомо про повстання в Петрограді, організоване членами Російської соціал-демократичної робітничої партії (більшовиків). РСДРП (б) сформувалася навесні 1917 року на базі лівоекстремістського крила РСДРП. Керівництво партії влітку 1917 року звинуватили у зв'язках з німецьким урядом. Заклики київських більшовиків на спільному засіданні виконкомів рад робітничих і солдатських депутатів підняти повстання і захопити владу успіху не мали. 26 жовтня (8 листопада) на засіданні Малої Ради за участі представників різних політичних та громадських організацій створений Крайовий комітет охорони революції, відповідальний перед УЦР. Комітету мали підкорятися всі органи влади і всі сили революційної демократії в Україні.
Командування штабу КВО засудило створення Крайового комітету охорони революції. 27 жовтня (9 листопада) Центральна Рада прийняла резолюцію про владу в країні, де підкреслювалася необхідність переходу влади «до рук всієї революційної демократії», але не до Рад робітничих і солдатських депутатів, а також засуджувалося повстання в Петрограді. Того ж дня більшовики заявили про вихід з Малої Ради і на засіданні Рад робітничих і солдатських депутатів створили військово-революційний комітет. 29—31 жовтня (11—13 листопада) в Києві в районі Печерська між більшовиками і частинами КВО сталося збройне зіткнення, що скінчилося капітуляцією більшовиків.
28 жовтня (10 листопада) Центральна рада наділила Генеральний секретаріат функціями ліквідованого Крайового комітету охорони революції. 29 жовтня (11 листопада) Генеральний секретаріат узяв у свої руки справи військові, продовольчі та шляхи сполучення. 31 жовтня (13 листопада) загальні збори Центральної Ради поширили владу Генерального секретаріату на Херсонську, Катеринославську, Харківську, Холмську і частково Таврійську, Курську та Воронезьку губернії. 1 листопада Генеральний секретаріат призначив на посаду командуючого військами КВО підполковника Віктора Павленка.
В таких умовах Центральна Рада 7 (20) листопада прийняла Третій Універсал, в якому йшлося про створення Української Народної Республіки у федеративному зв'язку з Російською республікою, націоналізацію землі, запровадження 8-годинного робочого дня, встановлення державного контролю за виробництвом, розширення місцевого самоврядування, забезпечення свободи слова, друку, віросповідання, зборів, союзів, страйків, недоторканості особи та житла, скасування смертної кари.

### Конфлікт між Центральною радою і більшовиками. Проголошення незалежності УНР

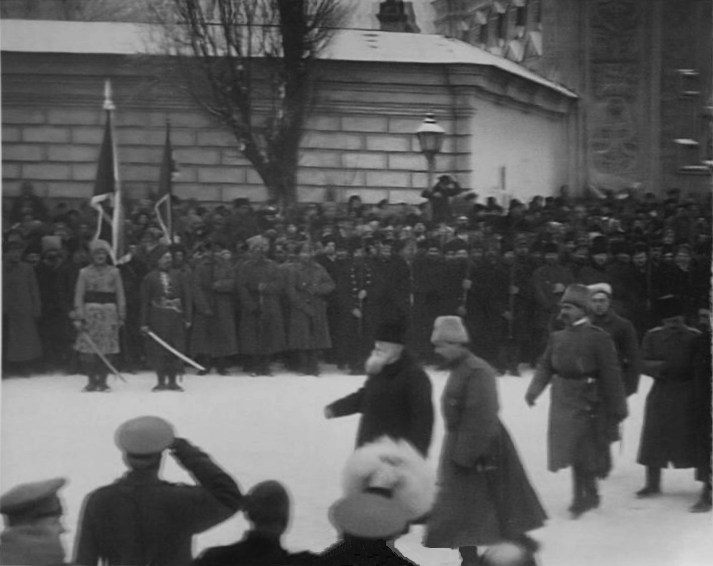
Михайло Грушевський на військовому параді на Софійській площі в Києві, 1917

У листопаді—грудні 1917 року пройшли вибори до Всеросійських установчих зборів, які показали, що есерів підтримують близько 40 % виборців, більшовиків — до 25 %; в Україні українські соціалістичні партії зібрали дві третини голосів, більшовики — більше 10 %. Однак більшовики продовжували утримувати владу в Центральній Росії. Отримавши владу в Петрограді, В. Ленін був переконаний, що для її збереження контроль над армією куди важливіший за результати виборів до Установчих зборів. Хоча, до середини листопада, на підтримку більшовиків висловилися лише 3 з 15 російських армій.
9 (22) листопада Раднарком видав наказ про заміну верховного головнокомандувача генерала М. Духоніна, який відмовився підкорятися більшовикам, прапорщиком М. Криленком. Одночасно по радіо і телеграфу Раднарком звернувся до армії, повідомивши, що надає право полковим та дивізійним комітетам вести переговори з супротивником про перемир'я на своїх ділянках оборони. Практика «братання» з ворогом швидко поширювалася по лінії фронту. Таким чином, повалення більшовиками Тимчасового уряду, вихід зі світової війни шляхом «братання» з ворогом підривали правопорядок та соціальні підвалини. А після розгону більшовиками Установчих зборів суспільство втратило можливість мирним демократичним шляхом впливати на владу. Отже, виникало питання легітимності влади більшовиків.
Уряд УНР засудив політику більшовиків. У заяві Генерального секретаріату з 30 листопада (13 грудня) більшовиків названо «безвідповідальними людьми, які розуміють революцію як долання всякого організованого життя». Центральна Рада і Генеральний секретаріат для стабілізації становища в країні і недопущення анархії в армії закликали регіональні уряди створити однорідний соціалістичний уряд. 17 (30) листопада прийнято рішення взяти ініціативу формування такого уряду у свої руки, а 23 листопада (6 грудня) Південно-Західний і Румунський фронти об'єднано в один — Український.
27 листопада (10 грудня) більшовики в Могильові, при Ставці, створили революційний польовий штаб для боротьби з «контрреволюційними» військами Каледіна, Дутова та Центральної Ради. У відповідь на дії більшовиків Генеральний секретаріат наказав розрізненим українізованим частинам, які перебували за межами України, передислокуватися на територію УНР, а 30 листопада (13 грудня) роззброїв і вислав з Києва пробільшовицьки налаштовані частини міського гарнізону.
4 (17) грудня Раднарком Росії оприлюднив «Маніфест до українського народу з ультимативними вимогами до Української ради». Вимоги більшовиків зводилися до того, що УЦР повинна відмовитися від дезорганізації загального фронту і пропуску військових частин на Дон, Урал, в інші місця, припинити роззброєння радянських, червоногвардійських частин, а також сприяти боротьбі з «контрреволюційним кадетсько-каледінським повстанням». 4 (17) грудня в Києві відкрився Всеукраїнський з'їзд Рад, в роботі якого взяли участь більше 2 тисяч делегатів. З'їзд висловив підтримку Центральній Раді. Більшовики, опинившись в значній меншості, наступного дня покинули з'їзд. 5 (18) грудня Центральна рада відхилила «ультимативні вимоги» більшовиків.
9 (22) грудня до Харкова прибули ешелони з більшовицькими військами. У ніч проти 10 (23) грудня більшовицькі частини роззброїли українізовані частини. У цей же час до Харкова приїхала і група делегатів, що покинула Всеукраїнський з'їзд Рад. 11—13 (24—26) грудня більшовики інсценували альтернативний Всеукраїнський з'їзд Рад. На ньому 200 делегатів представляли лише 89 рад і військово-революційних комітетів, у той час як в Україні існувало тільки рад більше 300. Цей з'їзд схвалив повстання в Петрограді і політику Раднаркому, проголосив встановлення радянської влади в УНР й обрав Центральний виконавчий комітет рад України, який в свою чергу створив Народний секретаріат. 17 (30) грудня ЦВК рад України опублікував маніфест про повалення Центральної Ради і Генерального секретаріату, а наступного дня створив крайовий комітет боротьби з контрреволюцією. Більшовицькі війська почали наступ на Донбас і південь України.
Тим часом Центральна Рада і Генеральний секретаріат вживали заходів для припинення більшовицької агресії. 15 (28) грудня створений Особливий комітет оборони України. Генеральний секретаріат 18 (31) грудня призначив полковника Юрія Капкана командувачем усіх українських військ для боротьби з більшовиками, а 26 грудня (8 січня) прийняв постанову про створення армії УНР. Однак при формуванні боєздатних частин уряд УНР зіткнувся з низкою проблем. Якщо в кінці листопада — на початку грудня 1917 він міг розраховувати на близько 400 тис. вояків, то до кінця грудня — січня процеси розкладання армії призвели до того, що проти 12-тисячного більшовицького війська, що наступало на Київ, уряд УНР спромігся виставити дислоковані в різних місцях частини загальною чисельністю близько 15 тисяч бійців.
11 (24) січня 1918 року Мала Рада ухвалила Четвертий Універсал, який проголосив незалежність Української Народної Республіки. В документі говорилося: «Однині Українська Народна Республіка стає самостійною, ні від кого не залежною, вільною, суверенною державою українського народу». Також в Четвертому Універсалі говорилося про формування Ради Народних Міністрів, переговори про мир з Центральними державами, розпуск регулярної армії і формування «народної міліції», був заклик до боротьби з більшовиками.
У ніч на 16 (29) січня в Києві почався збройний виступ окремих частин міського гарнізону та робітників заводу «Арсенал», спрямований проти УЦР. 22 січня (4 лютого) збройні сили УНР придушили цей заколот. Тим часом наступ більшовицьких військ на території України тривав. Наприкінці січня члени Малої Ради і Ради Народних Міністрів були вимушені перебратися з Києва до Житомира. 26 січня (8 лютого) більшовицькі війська захопили Київ. У місті почався «червоний терор», жертвами якого стали кілька тисяч осіб.

### Берестейський мир

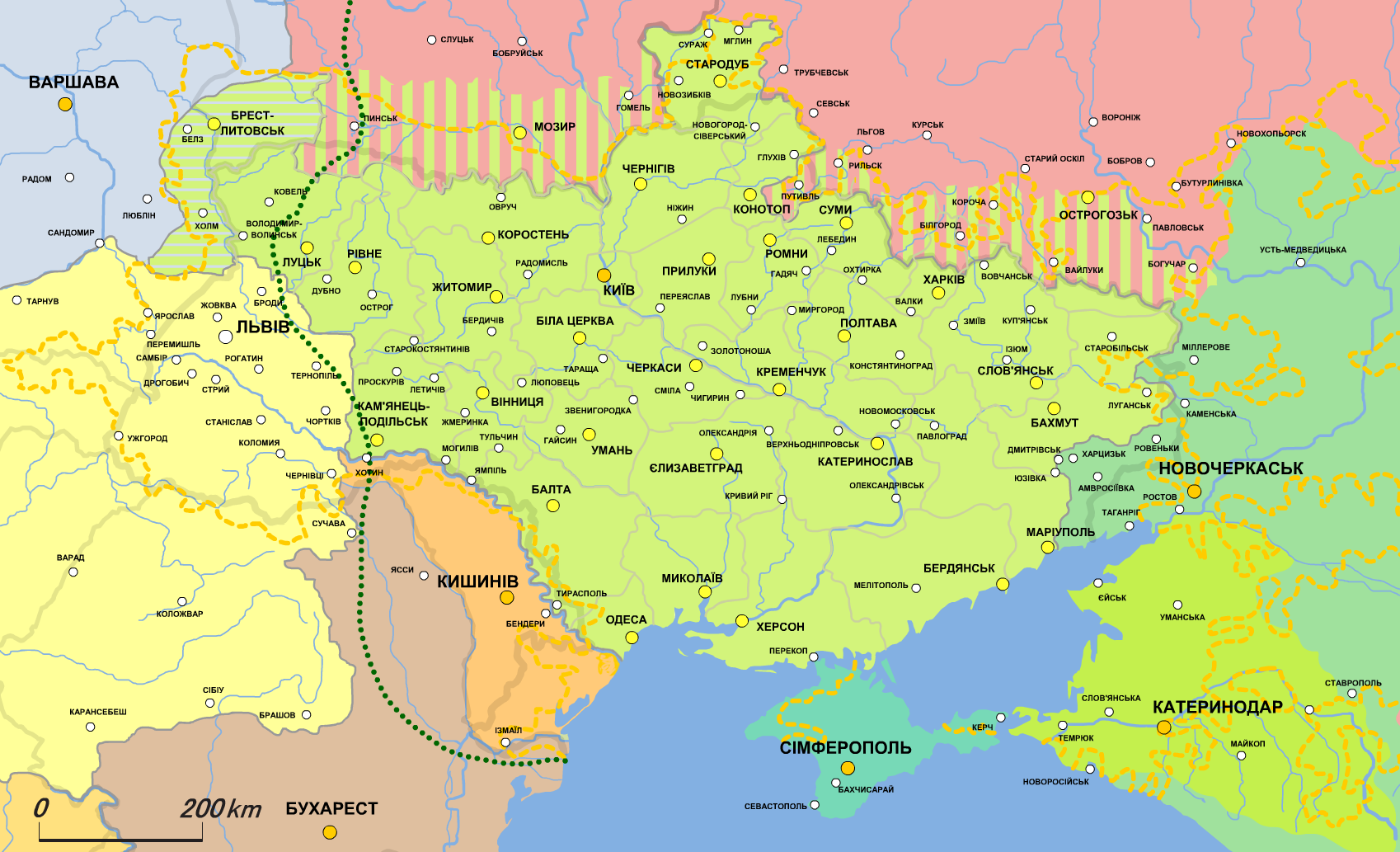
Українська Народна Республіка, визнана Центральними державами
Межі УНР за договором
Спірні території
Межі проживання українців
Межі просування німців восени 1917
Підляшшя, передане УНР
Радянська Росія
Донський крайовий уряд
Кубанський крайовий уряд
Кримсько-татарський уряд
Австро-Угорська Імперія
Польська регентська рада
Румунське королівство
Молдавська народна республіка
Сербія

З початку грудня 1917 року в Брест-Литовську більшовицька делегація готувалася до підписання мирного договору з Центральними державами. І хоч зовнішньополітичні симпатії керівництва УНР залишалися на боці Антанти, обставини спонукали його втрутитися в цей переговорний процес. 13 (26) грудня 1917 делегації Центральних держав висловили згоду на участь у мирних переговорах представників УНР.
Наприкінці грудня делегація УНР у складі В. Голубовича, М. Полоза, М. Левицького, М. Любинського, О. Севрюка прибула до Брест-Литовська. Українська делегація на переговорах виступила з вимогою територіальної цілісності УНР, тобто включення до її складу Холмщини, Підляшшя, Східної Галичини, Північної Буковини та Закарпаття. Такий підхід української делегації викликав заперечення австрійської делегації. Урешті німці та австрійці погодилися на обговорення таких вимог української сторони: визнання УНР; визначення українських кордонів з включенням Холмщини до складу УНР; постачання 100 тисяч вагонів зерна до червня 1918 року; підписання окремого договору щодо Східної Галичини.
22 січня (4 лютого) Дев'ятий загальний з'їзд Центральної Ради 220 голосами «за» («проти» — 1, «утрималися» — 16) надав право Раді Народних Міністрів підписати договір. 27 січня (9 лютого) УНР і Центральні держави підписали мирний договір. Границі між УНР і Австро-Угорщиною збігалися з довоєнними між Російською імперією і Австро-Угорщиною, а в межах передбачуваної Польщі їх мала остаточно визнати спільна комісія на підставі «етнографічних відносин і з узгодженням бажань населення». Сторони висловили бажання жити в мирі та дружбі, відмовилися від взаємних претензій на відшкодування збитків, завданих війною, зобов'язалися відновити економічні зносини, встановлювати паритетні курси національних валют, провести обмін військовополоненими та надлишками сільськогосподарських, промислових товарів. Також підписана секретна декларація про об'єднання Східної Галичини та Північної Буковини в окремий коронний край.

### УНР після Берестейського миру
30 січня (12 лютого) Рада Народних Міністрів УНР обговорила питання про військову допомогу. Думки розійшлися, однак коли дійшло до голосування, то більшість міністрів проголосували за «допомогу». У лютому на територію України вступили німецькі та австро-угорські війська. Вони поступово просувалися на схід і південь України, не зустрівши значного опору більшовицьких військ. До кінця квітня територія УНР опинилася під контролем німецької та австро-угорської армій.
1 березня 1918 року в Житомирі Центральна Рада прийняла ряд законів, згідно з якими в УНР запроваджувався григоріанський календар та національна грошова одиниця — гривня, визначено державний герб УНР — «тризуб з часів Володимира Великого», також прийнято закон про громадянство в УНР.
На початку березня до Києва повернулися Рада Народних Міністрів та Центральна Рада. У столиці їх зустріли стримано. Кияни, переживши жах «червоного терору» під час перебування в місті війська М. Муравйова, не знали, чого чекати від німців та австрійців, усю відповідальність за їхній прихід покладали на УЦР.
Тим часом в Бресті більшовики підписали мирний договір з Центральними державами. РРФСР визнала суверенітет України і зобов'язалася «негайно підписати мир з Українською Народною Республікою та визнати мирний договір між цією державою і державами „Четверного союзу“». 17—19 березня більшовики в Катеринославі провели Другий Всеукраїнський з'їзд Рад. 21 березня новообраний ЦВК рад України переїхав до Таганрога. 18 квітня більшовики на сесії комітету ліквідували Народний секретаріат і створили Бюро для керівництва повстанською боротьбою, так звану «дев'ятку».
Навесні в УНР активізувалися правоконсервативні кола. Так, у Києві була створена Українська Народна Громада (УНГ), яка об'єднала у своїх рядах землевласників та колишніх військових. Значну частину членів УНГ становили старшини 1-го Українського корпусу та козаки Вільного козацтва, а її головою став П. Скоропадський. Громада налагодила тісні зв'язки з Українською демократично-хліборобською партією, Союзом земельних власників. Керівництво УНГ поставило перед собою завдання змінити соціалістичний уряд на консервативніший.
У зв'язку з досить радикальною соціалістичною політикою Центральної Ради в УНР дедалі більше загострювалося аграрне питання. Ще в січні 1918 року Центральна Рада прийняла земельний закон, в основу якого закладено принцип соціалізації землі. Цей закон не сприяв стабілізації політичної ситуації в країні, бо не тільки розпалював революційні пристрасті серед найбіднішого селянства, підштовхуючи його до погромів маєтків поміщиків, а й налаштовував проти влади великих землевласників і заможних селян. Командування німецьких та австро-угорських військ хоч і декларувало своє невтручання у внутрішні справи УНР, було роздратоване неспроможністю уряду забезпечити вивезення продовольства до Німеччини та Австро-Угорщини.

### Державний переворот. Українська держава

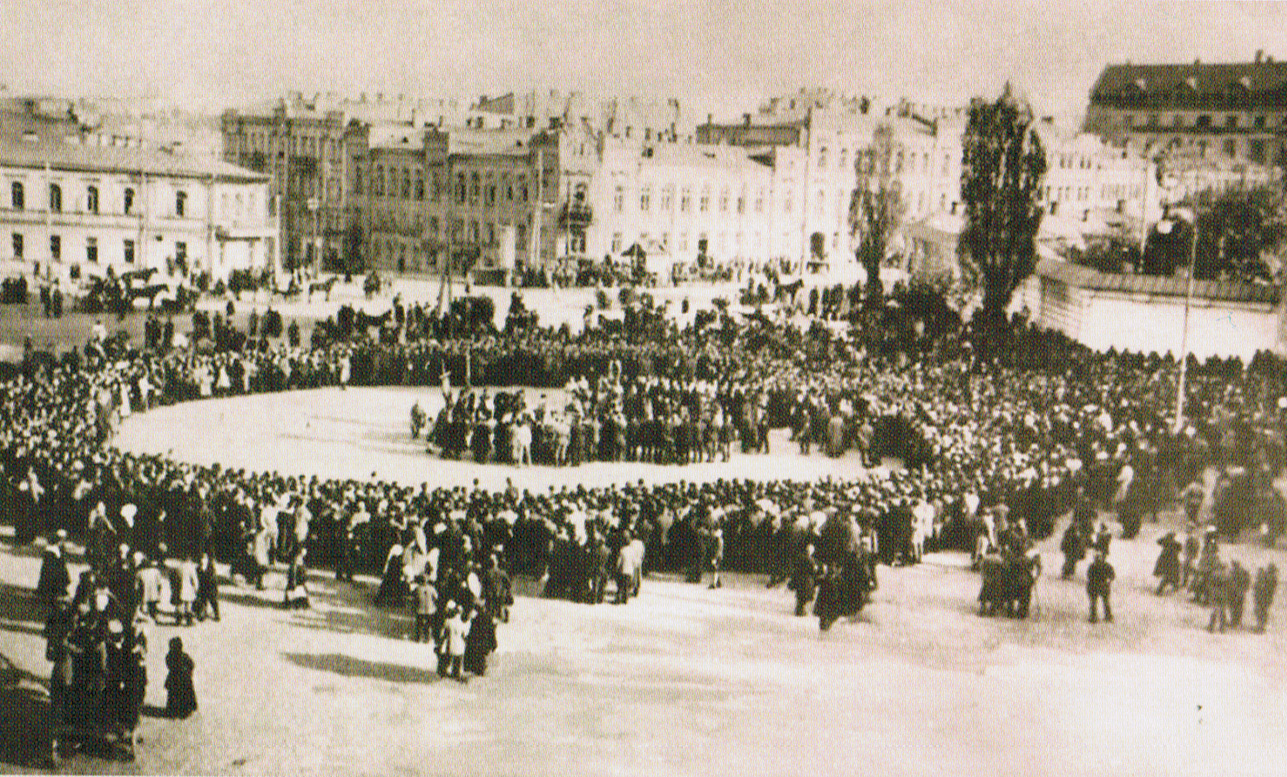
Молебень на Софійській площі в Києві з нагоди проголошення Павла Скоропадського гетьманом

23 квітня 1918 року тристороння комісія підготувала господарський договір між УНР і Німеччиною та Австро-Угорщиною. УНР зобов'язалася поставити Центральним державам 60 млн пудів зерна, 400 млн штук яєць, іншу сільськогосподарську продукцію. Цей договір підштовхнув німців та австрійців до прийняття рішення про зміну уряду в країні. 24 квітня генерал В. Гренер зустрівся з делегацією Української народної громади. Сторони досягли взаєморозуміння у питанні зміни уряду. 25 квітня наказом фельдмаршала Айхгорна до УНР було запроваджено німецькі військово-польові суди. 26 квітня Центральна рада висловила протест. 28 квітня німецький військовий підрозділ увірвався в будинок, де засідала Центральна Рада, заарештував кілька її членів і закрив засідання. 29 квітня (1918 року) Центральна Рада утвердила «Статут про державний устрій, права і вольності УНР». У той самий день на Всеукраїнському з'їзді хліборобів, який зібрав близько 6,5 тисяч делегатів, Павло Скоропадський проголошений Гетьманом України.

Скоропадський походив з старшинського роду, був великим землевласником, в армії Російської імперії дослужився до генерал-лейтенанта, влітку 1917 року створив 1-й Український корпус шляхом українізації 4-го армійського корпусу 7-ї армії Південно-Західного фронту, восени 1917 року обраний почесним отаманом Вільного козацтва. З приводу своїх основних цілей на посту глави держави Скоропадський писав:
Створити сильний уряд для відновлення, перш за все, порядку, для чого необхідно створити адміністративний апарат, якого на той час фактично не існувало, і провести дійсно здорові демократичні реформи.
У більшовизмі Скоропадський убачав велику загрозу для країни, так, у своїх «Спогадах» він писав:
Я не сумніваюся, як і не сумнівався раніше, що всякі соціалістичні експерименти, якби у нас уряд був соціалістичним, повели б негайно до того, що вся країна в 6 тижнів стала б здобиччю всепожираючого молоха-більшовизму. Більшовизм, знищивши всяку культуру, перетворив би нашу чудову країну на висохлу рівнину, де з часом усівся би капіталізм, але який!.. Не той слабкий, м'якотілий, що тлів у нас досі, а всесильний Бог, у ногах якого буде валятись і плазувати той самий народ.
У ніч на 30 квітня під контроль гетьманців перейшли всі найважливіші урядові установи. У Києві була поширена підписана гетьманом «Грамота до всього українського народу», в якій говорилося про перехід повноважень глави держави до «гетьмана всієї України» П. Скоропадського, перейменування УНР в Українську державу, формування виконавчого органу Української держави — Ради Міністрів, відновлення «Права приватної власності — як фундаменту культури й цивілізації», оголошення свободи купівлі та продажу землі. Прерогативи влади гетьмана розписано в «Законі про тимчасовий державний устрій України». Гетьман призначав отамана (голову) Ради Міністрів, затверджував і звільняв склад уряду, виступав найвищою посадовою особою в зовнішньополітичних справах, верховним воєначальником, мав право оголошувати амністію, а також воєнний чи особливий стан. Таким чином, в Україні на зміну парламентській демократії прийшов авторитарний режим.
На початку травня гетьман призначив головою уряду Ф. Лизогуба. Лизогуб був великим землевласником, головою Полтавського губернського земства. Більшість міністерських посад зайняли кадети, що підтримували гетьманський режим. Посаду міністра закордонних справ погодився зайняти есер Д. Дорошенко. Правда, як тільки Дорошенко обійняв посаду в уряді, в газеті «Нова Рада» з'явилося повідомлення про виключення його з партії.

#### Внутрішня політика гетьманського уряду
Першими указами гетьмана скасовано чинність законів Центральної Ради і Тимчасового уряду, ліквідовувалися посади губернських і повітових комісарів, замість яких вводилися посади губернських і повітових старост. До влади на місцях прийшли консервативні сили: землевласники, старі земські діячі, військові. Про цей нюанс досить детально пише і сам Скоропадський в своїх спогадах. Як людині поміркованій йому не подобалися деякі занадто консервативні або занадто праві особистості, залучені до гетьманського уряду. Але в країні був дефіцит кадрів управлінців-держслужбовців, і треба було будувати держапарат з допомогою людей, які мали відповідні фахові знання. Тому Скоропадський вимушений був йти на певні компроміси, аби досягти поставленої мети створення функціонуючої незалежної держави.
Гетьман почав наступ на революційну демократію. Заборонили проведення з'їзду представників міст, з'їздів УПСР, УСДРП, а також селянського і робітничого з'їздів. У травні зупинено випуск низки революційно-демократичних видань, а ті, що продовжували виходити, потрапили під прес цензури.
Спершись на землевласницькі та підприємницькі кола, а також праві консервативні політичні сили, гетьман проводив належну внутрішню політику. Так, гетьманський уряд не визнав того статус-кво в земельних відносинах, який склався навесні 1918 року. Оголосивши відновлення приватної власності, він створив правові підстави для повернення землі та майна поміщикам. 15 травня гетьман запровадив тимчасові правила відшкодування збитків. Замість скасованих земельних комітетів Центральної Ради створювалися тимчасові земельні комісії, на які покладалося завдання повернути майно «законним» власникам. 18 травня Ф. Лизогуб видав циркуляр, яким зобов'язав губернських старост оповістити населення про негайне повернення власникам усього відібраного у них рухомого майна. Паралельно з цим уряд гетьмана, який ясно розумів необхідність вирішення фундаментального питання про землю, готував відповідну аграрну реформу. Вона мала розпочатися узимку 1918—1919 рр. Після досліджень розмірів землеволодінь, їх характеру, площі земель, що потенційно могли бути передані селянам-біднякам, ефективності методів сільського господарства міністри розпочали розробку конкретних планів. 27 травня гетьман затвердив закон про право на врожай 1918 року, який визнавав право власників землі на озимі посіви 1917 року. Указами Міністерства праці значно обмежувалися функції профспілок, їм заборонялося втручатися в дії адміністрації, що стосуються питань найму та звільнення робітників, фінансування, економічної діяльності. Комплекс заходів був прийнятий для реанімації національної промисловості й торгівлі.
Гетьманський уряд доклав чимало зусиль для зміцнення грошової системи. Був створений Український державний банк, а також Державний земельний банк.
Уряд зробив кроки для відродження української культури і духовності. Створено національні нижчу та вищу початкові школи. По всій країні відкрито близько 100 нових українських гімназій. В Києві і Кам'янці-Подільському відкрито українські державні університети. Усього наприкінці періоду гетьманської державності було відкрито коло 150 українських гімназій. Міністерство призначило від себе кошти на допомогу тим українським гімназіям, які відкривалися за кошти земського, або міського самоврядування… Відбулося урочисте відкриття Державного Українського університету в його власнім помешканні, яке мало характер великого національного свята"
20 червня — 11 липня в Києві пройшов Всеукраїнський Церковний Собор, на якому розглянуто питання про автокефалію української церкви. У листопаді 1918 року нарешті відкрито Українську Академію Наук, першим президентом якої став відомий учений Володимир Вернадський.
Крім того, гетьманський уряд провів судову реформу, розробив і затвердив план організації української армії, зробив спробу відродити козацький стан.

#### Зовнішня політика гетьманського уряду

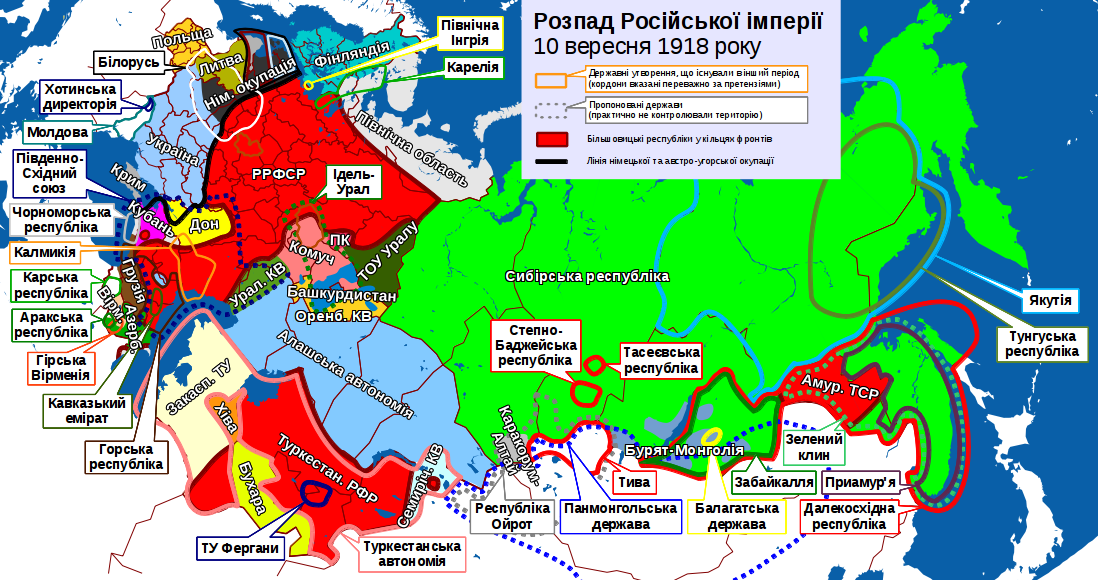
Ситуація в колишній Російської імперії у вересні 1918 року

У зовнішній політиці гетьманський уряд продовжив курс, розпочатий урядом УНР. Відносини Української держави з Центральними державами регулював Берестейський мирний договір. З РРФСР Українська держава 12 червня уклала попередню мирну угоду, за якою між двома державами до завершення мирних переговорів припинялися військові дії. Між Українською державою і Всевеликим Військом Донським 7 серпня також підписано попередню угоду, якою встановлювалися границі між державами, а 8 серпня підписано договір про врегулювання взаємних відносин. З середини серпня гетьманський уряд застосував до Криму економічну блокаду. Через місяць уряд генерала Сулькевича повідомив, що згодний розпочати переговори про форми державного об'єднання з Україною. Уряд Української держави не визнав законності окупації Румунією земель Бессарабії. Німеччина, Болгарія і Туреччина ратифікували договір про об'єднання Східної Галичини та Північної Буковини в окремий коронний край, але Австро-Угорщина 16 липня в односторонньому порядку розірвала цей договір, виставивши за причину те, що Україна не виконала в повному обсязі взятих на себе зобов'язань щодо постачання хліба. У вересні 1918 року Павло Скоропадський здійснив візит до Німеччини, що дало поштовх вирішенню багатьох політичних питань та стало найбільшим проявом зовнішньої політики Української Держави та українсько-німецьких відносин в роки Української революції. 10 вересня Українська держава підписала з Німеччиною нову угоду про постачання сільськогосподарської продукції та сировини.

#### Селянські повстання. Страйки робітників. Політична опозиція. Спроби знайти компроміс

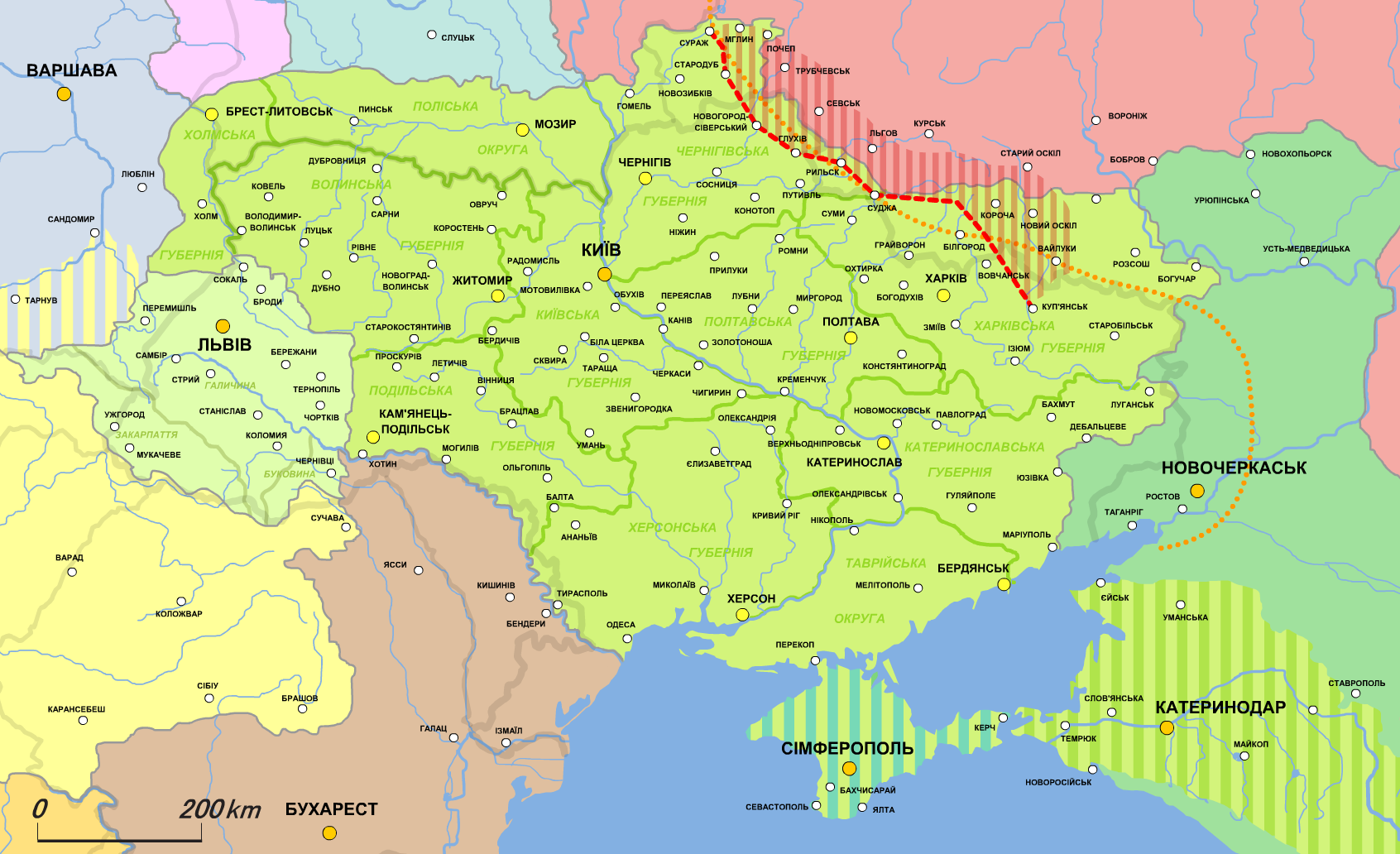
Українська держава у травні—листопаді 1918 року
Українська держава
Кримський крайовий уряд
Кубанська народна республіка
ЗУНР (19.X.1918)
Всевелике Військо Донське
Білоруська народна республіка
Литовська республіка
Польська республіка
Австро-Угорщина
Румунське королівство
Королівство Сербія
Радянська Росія

Після державного перевороту склалася напружена ситуація у сільській місцевості. Контрреволюційні настрої у землевласницьких колах, політика консервативного уряду призвели до масового руху поміщиків за відшкодування завданої їх господарствам під час революції збитків. Цей рух вилився у форму каральних експедицій проти селянства. Поміщики або самі створювали власні загони, або зверталися за допомогою до окупаційних військ. Селяни відповідали поміщикам повстаннями. Наприкінці травня розпочалося повстання в Єлисаветградському повіті Херсонщини. 3 червня ліві есери підняли повстання в Звенигородському та Таращанському повітах Київщини. В середині червня селянські збройні виступи прокотилися північчю Чернігівщини. Селянське повстання у червні—серпні охопило Лубенський, Старокостянтинівський та Кременецький повіти Волинської губернії, а в середині серпня — значну частину території Подільської губернії, зокрема Могилів-Подільський та Ямпільський повіти. На півдні України восени почали орудувати збройні загони селян під проводом Нестора Махна.
Улітку в країні великого розмаху набрав страйковий рух. Попереду цього руху були залізничники, незадоволені наступом на їхні соціальні права, утиском профспілок. Страйк, який 15 липня розпочали робітники і службовці станцій Здолбунів, Сарни, Коростень та Одеського товарного вузла, вже наступного дня підтримали робітники київських головних майстерень. Страйк залізничників охопив близько 200 тисяч робітників і службовців. За прикладом залізничників у боротьбу втягувалися робітники інших галузей, у першу чергу металісти. Тільки в липні—серпні відбулося 11 страйків металістів.
У такій ситуації гетьманові Скоропадському довелося шукати компроміс з опозиційно настроєною до влади частиною суспільства. За порадою німців він спробував залучити в уряд представників української демократії. Переговори з демократичними політиками вів Д. Дорошенко. Тривалий час ці переговори були безрезультатними. Гетьмана приваблювала національно-державна частина програми демократичних партій, але насторожував їхній соціальний радикалізм.
На початку серпня українські політичні партії та громадські організації на базі Українського національно-державного союзу створили Український національний союз. УНС проголосив своєю метою утворення суверенної демократичної Української держави парламентського типу, а тактичною лінією — створення єдиного національно-демократичного фронту. УНС погодився визнати гетьмана главою держави, але вимагав створення нового уряду за своєю участю і обрання на Всеукраїнському конгресі Державної Ради з функціями вищої законодавчої влади.
Головною перешкодою на шляху зближення гетьмана і УНС став уряд, значну частину якого становили члени кадетської партії, що й далі відстоювали консервативні позиції. Попри тиск консервативних сил, склад уряду змінили. 22 жовтня Скоропадський у грамоті до громадян України оголосив, що найважливішими державними проблемами є аграрна реформа й комплекс заходів, спрямованих на розвиток промисловості. Вирішення їх, на його думку, стало б «незрушимою підвалиною майбутнього розквіту самостійної Української держави». 24 жовтня Ф. Лизогуб сформував новий склад уряду, в який, як представники УНС, увійшли П. Стебницький, А. Вязлов, М. Славинський, О. Лотоцький, В. Леонтович.

#### Повалення уряду гетьмана Скоропадського

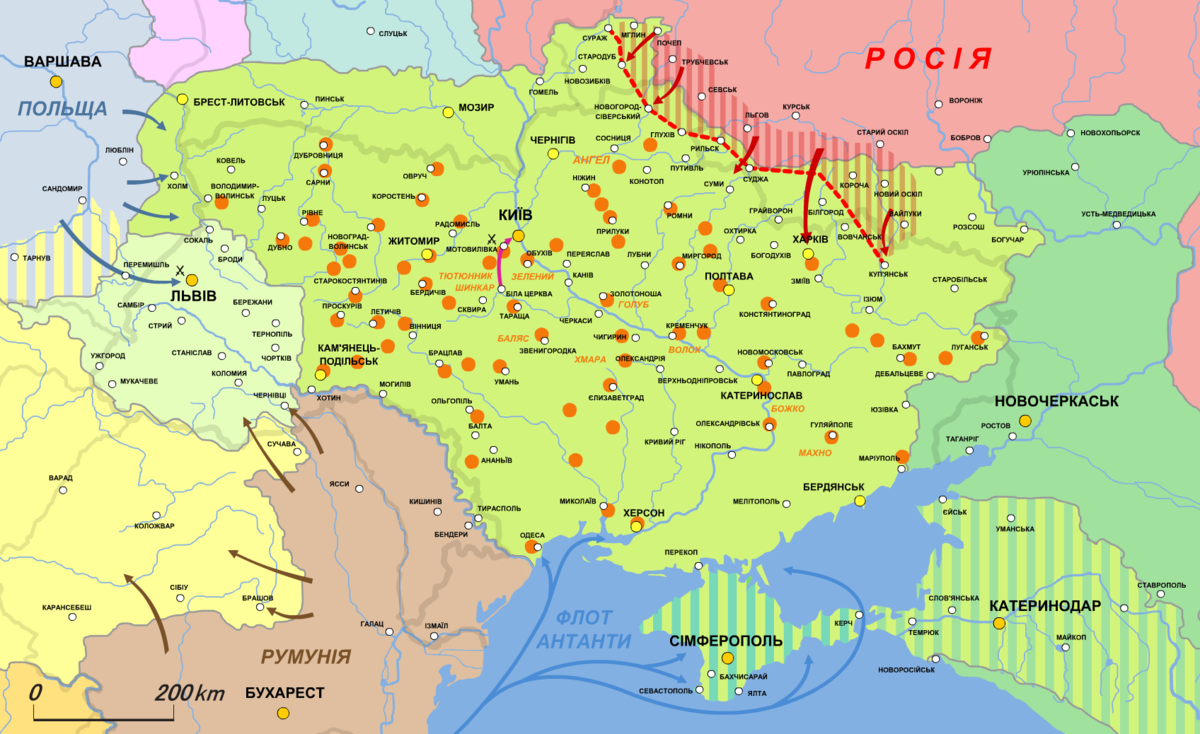
Українська держава у листопаді—грудні 1918 року
Антиурядові повстання.
Похід Директорії на Київ
Наступ поляків на Холмщину й ЗУНР
Наступ більшовиків на Східну Україну
Наступ румунів на Буковину

Наприкінці жовтня Український національний союз з ініціативи партії хліборобів-демократів призначив на 17 листопада відкриття Національного конгресу, у порядку денному якого опинилися питання міжнародного становища України, легітимності влади гетьмана, економічної політики. Питання про дозвіл проведення конгресу розглянула Рада Міністрів. Голоси в уряді розділилися майже порівну: 7 міністрів (представники Національного союзу) голосували за проведення конгресу, 8 висловилися проти. Тоді 5 міністрів-представників УНС подали в відставку. Гетьман відправив у відставку весь уряд.
До середини листопада Центральні держави зазнали поразки у Першій світовій війні. Переможна Антанта не визнавала незалежність України і активно допомагала Білому рухові. Крихкий компроміс між владою і опозицією в Українській державі був зруйнований. В таких умовах Скоропадський 14 листопада видав грамоту «До всіх українських громадян», в якій говорилося про федерацію Української держави з небільшовицькою Росією. Того ж дня гетьман затвердив новий склад уряду на чолі з С. Гербелем.
13 листопада на засіданні Українського національного союзу сформовано Директорію у складі: Володимир Винниченко (голова), Симон Петлюра, Федір Швець, Андрій Макаренко та Панас Андрієвський. На оголошення гетьманом нового державного курсу УНС оголосив про повстання проти влади гетьмана. У Києві з 14 листопада розпочав роботу Український революційний комітет, перед яким стояло завдання об'єднати усі демократичні профспілки, готувати міське повстання. Німецькі війська, які після листопадової революції в Німеччині знаходилися у стані розкладу, за угодою, підписаної 17 листопада між представниками Великої німецької солдатської ради і Директорією, додержувалися нейтралітету у конфлікті. 14 грудня гетьман зрікся влади. Того ж дня до Києва вступили війська Директорії. До середини грудня вони зайняли всю територію України, крім східного Донбасу та міст Приазов'я.

### Директорія УНР
26 грудня Директорія призначила уряд Української Народної Республіки, до складу якого увійшли представники усіх політичних партій, що об'єдналися в УНС. Очолив уряд соціал-демократ Володимир Чеховський. У той же день Директорія видала свою програмну декларацію, в якій йшлося про те, що Директорія стає тимчасовим, хоча й верховним органом революційного часу, який, отримавши владу від народу, народу її й передасть на Конгресі трудового народу України, а також про те, що влада в УНР має належати лише «класам працюючим — робітництву і селянству».
На початку грудня почалася інтервенція військ Антанти. 2 грудня в Одесі з'явився перший французький військовий корабель, а 15 грудня почалася висадка 15-тисячного контингенту англо-французьких військ. 18 грудня білогвардійські загони за підтримки французьких військ вступили в бій з українським гарнізоном в Одесі й змусили його покинути місто. У січні 1919 року війська Антанти вступили до Миколаєва.
З інтервенцією військ Антанти на північних і північно-східних границях УНР з'явилися більшовицькі війська. Під приводом надання допомоги робітникам і селянам, які повстали проти гетьмана, вони розгорнули наступ у двох напрямках: Ворожба — Суми — Харків і Гомель —Чернігів — Київ. 24 грудня наркомат закордонних справ РСФРР повідомив у пресі, що у зв'язку з анулюванням РНК РРФСР Берестейського мирного договору від 3 березня радянська Росія більше не визнає Україну суверенною державою. Однак оголосити про відкритий наступ військ на Україну більшовики не наважилися, а діяли через створений в Курську наприкінці листопада 1918 року маріонетковий Тимчасовий робітничо-селянський уряд України. 16 січня Директорія оголосила про стан війни між УНР і РСФРР. На північно-західних границях армія УНР вела бої з військами щойно посталої польської держави. На півдні України діяли повстанські частини Н. Махна. Так, наприкінці грудня махновці захопили Катеринослав, через що у перших числах січня військам УНР довелося вибивати повстанців з міста.
Становище УНР ускладнювалося втратою боєздатності армії. Так, дивізія отамана Зеленого (Д. Терпила), що стала на радянські позиції, у січні відмовилася виконувати накази вищого командування. Її приклад наслідували підрозділи отамана М. Григорієва. Україна занурювалася в анархію, яка виливалася в «отаманщину», єврейські погроми.

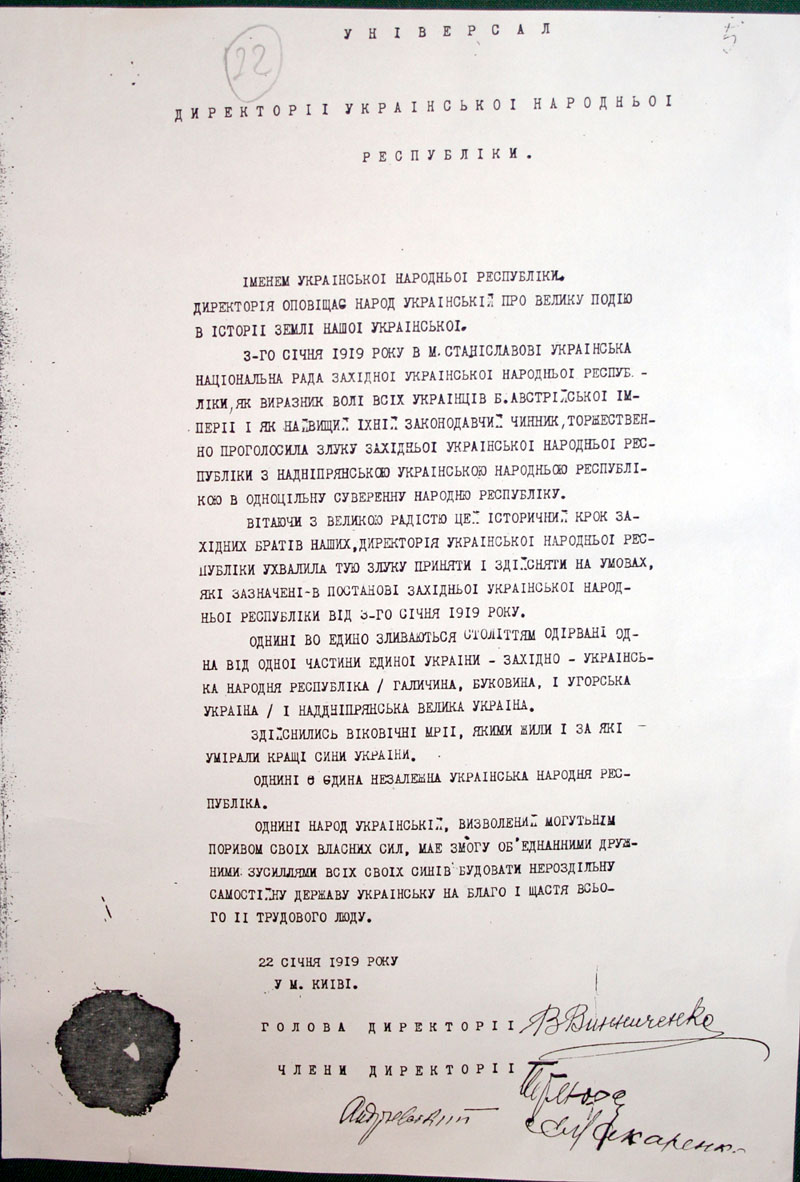
Акт Злуки

22 січня на Софійській площі в Києві було проголошено Акт злуки — возз'єднання УНР і ЗУНР. Хоч Західноукраїнська Народна Республіка і перетворювалася на Західну область УНР, на її території продовжувала функціонувати своя система влади. Представники ЗУНР наполягли на тому, що лише спільні Установчі збори остаточно утвердять закон про форму включення західних земель до складу УНР.
23 січня в Києві відкрився Трудовий конгрес. У перший день роботи Конгрес ратифікував акти соборності. 28 січня Трудовий конгрес висловився за демократичний лад в Україні, підготовку закону про вибори всенародного парламенту. Також Конгрес до наступної своєї сесії наділив Директорію верховною владою в республіці.
Тим часом більшовицький Тимчасовий робітничо-селянський уряд України переїхав з РСФРР до Харкова. 6 січня 1919 року своїм декретом він проголосив Українську Соціалістичну Радянську Республіку. Більшовицькі війська на території Україні просувалися у двох напрямках: на південь через Харків — Донбас і на Київ.
На початку 1919 року до Директорії та її уряду викристалізувалася опозиція. В опозицію пішли соціалісти-революціонери, ліві українські есери, соціал-демократи-незалежники. Українська демократія виявилася розділеною на окремі табори, які суперечили один одному в питаннях соціально-економічної орієнтації УНР. Одні бачили її демократичною правовою республікою, інші перебували під впливом соціалістичних ідей.

#### Орієнтація на Антанту. Продовження війни на декілька фронтів. Перемир'я з Польщею. Внутрішні усобиці
2 лютого через наступ більшовиків Директорія перебралася до Вінниці. 6 лютого Сергій Остапенко від імені Директорії домагався визнання Антантою суверенітету України, допомоги в боротьбі з більшовиками та допуску делегації УНР до участі у роботі Паризької мирної конференції. Начальник штабу французьких військ полковник А. Фрейденберг зажадав реорганізації Директорії та уряду, вважаючи їх «більшовицькими». 9 лютого ЦК УСДРП відкликав з уряду та Директорії своїх представників. В. Винниченко оголосив про свій вихід з Директорії. 13 лютого Директорія призначила новий склад Ради Народних Міністрів. Її очолив на той час безпартійний С. Остапенко.
Тим часом під впливом більшовицької агітації, спрямованої, зокрема, на ліквідацію приватної власності на землю та її зрівняльний поділ, в Україні швидко поширювалися прорадянські настрої. Вони охопили й армію УНР. Так, 21 березня у Вапнярці, командування Південно-Західного фронту, відрізаного від решти армій УНР, створило революційний комітет, який заявив про свій перехід на радянську платформу. За кілька місяців війни з більшовиками та поляками збройні сили УНР скоротилася з більш 100 тисяч до 30 тисяч бійців.

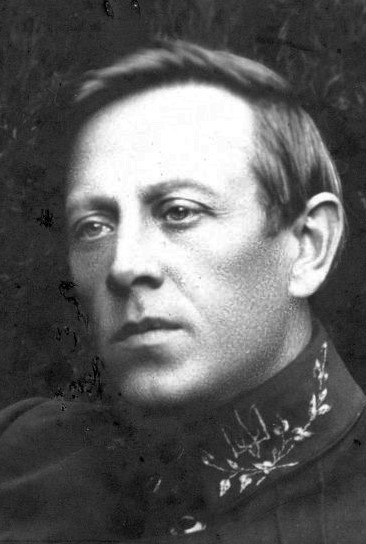
Симон Петлюра

У березні війська Антанти під тиском повстанців отамана Григорієва та більшовицьких частин залишили Херсон та Миколаїв, а на початку квітня — Одесу. 9 квітня члени Директорії С. Петлюра і А. Макаренко санкціонували створення нового (знову соціалістичного) уряду УНР на чолі з Борисом Мартосом. 12 квітня уряд Мартоса оголосив свою «програмну декларацію». У ній йшлося про те, що суверенному життю українського народу заважають два вороги: «польське панство» та «російське комуністичне більшовицьке військо». Новий уряд УНР закликав усі українські політичні та соціальні сили встати на боротьбу за вільну і незалежну Україну. Призначення Мартоса призвело до протистояння в самій УНР. Члени Директорії П. Андрієвський та Є. Петрушевич були незадоволені новим урядом. А командувач Волинської групи армії УНР В. Оскілко, що розділяв погляди Андрієвського, 29 квітня спробував здійснити в УНР державний переворот: заарештувавши членів уряду, він проголосив себе головним отаманом армії УНР. Заколот провалився. 9 травня Симона Петлюру обрали головою Директорії, а 13 травня на нараді з урядом Панаса Андрієвського вивели з її складу.
Навесні розгорнувся антикомуністичний рух селян, розлютованих політикою «воєнного комунізму». У березні антибільшовицьке повстання підняв отаман Зелений. 1 квітня 1919 уряд УРСР оголосив його «поза законом». Через кілька днів більшовики оголосили «поза законом» отаманів Соколовського, Гончара, Орловського. Кількість антикомуністичних виступів селян зростала. У квітні, за даними органів НКВС, їх було більше 90. Спочатку повстання розгорнулися в Київській, Чернігівській та Полтавській губерніях, а згодом охопили всю ту територію України, яку контролювали більшовики. Влітку велике антибільшовицьке повстання підняв Григорієв.
14 травня польська армія генерала Ю. Галлера, сформована у Франції для боротьби з більшовиками, розгорнула наступ на північно-західній Волині проти військ УНР. Директорія та уряд УНР з залишками армії змушені були відступити на територію ЗУНР (ЗОУНР). У травні—червні командуванню удалося реорганізувати армію УНР за регулярним принципом. На початку червня армія УНР перейшла в контрнаступ на більшовицькі війська й досягла лінії Старокостянтинів — Проскурів — Кам'янець-Подільський. 6 червня уряд УНР повернувся на свою територію. Місцем його резиденції став Кам'янець-Подільський.
20 червня військова делегація УНР на чолі з генералом Сергієм Дельвігом підписала у Львові тимчасовий договір з представниками польської армії про припинення військових дій, встановлення між польською і українською арміями демаркаційної лінії. Директорія отримала можливість зосередити всі збройні сили на більшовицькому фронті.
28 червня за вироком військово-польового суду розстріляно полковника Петра Болбочана, колишнього командира Запорізького корпусу, нібито за спробу захоплення корпусу та заколоту проти Петлюри. Раніше, 22 січня, отамана Болбочана вже було заарештовано та відсторонено від командування корпусом, при цьому жодних конкретних звинувачень полковнику так і не було озвучено.
У червні Українська Національна Рада проголосила Петрушевича диктатором ЗОУНР, що викликало негативну реакцію з боку Директорії. 4 липня Директорія видала постанову про створення у складі уряду УНР спеціального Міністерства в справах ЗОУНР, а Є. Петрушевича вивела зі складу Директорії. Зі свого боку, Петрушевич не визнав підписаного делегацією генерала Дельвіга договору про перемир'я з поляками, бо на початку червня Галицька армія (ГА) успішно почала Чортківську операцію.
У середині червня командування Червоної армії, зміцнивши свої підрозділи в районі Проскурова, зупинило армію УНР й перейшло у контрнаступ. Тоді ж ГА, зазнавши поразки від поляків, відступила на Поділля. Директорія розраховувала на близько 80 тисяч воїнів, з них 45 тисяч припадало на ГА. Після об'єднання армій розгорнувся успішний наступ на більшовиків. У липні Червона армія, яка також вела бої з білими арміями, залишила Проскурів, Нову Ушицю, Вапнярку. На початку серпня українські частини зайняли Жмеринку та Вінницю.

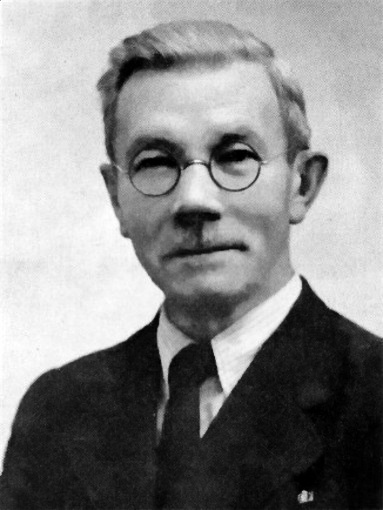
Ісаак Мазепа

12 серпня уряд УНР під тиском опозиційно налаштованих політичних сил оголосив про поворот в орієнтації від радянськості до парламентської демократії. 27 серпня сформований новий склад Кабінету міністрів, який очолив Ісаак Мазепа.
У цей самий час в Кам'янець-Подільський прийшов лист від лідерів повстанського руху Григорієва та Махна, які контролювали значні території на півдні Україні. Вони виступили з вимогою ліквідації Директорії й «утворення тимчасової головної Ради Республіки із соціалістичних елементів, які стоять на ґрунті радянської влади в незалежній Українській Республіці».

#### Наступ на Київ і Одесу. Війна з «білими». Партизанська боротьба
У серпні почався наступ військ УНР на Київ і Одесу. У цей самий час на території України розгортався наступ Добровольчої армії А. Денікіна. 24 серпня війська УНР вибили більшовиків з Фастова, Василькова та Білої Церкви. 30 серпня частини ГА увійшли до Києва. Декількома годинами пізніше з лівого берега до міста увійшли денікінські частини. Генерал А. Кравс на вимогу генерала М. Бредова вивів свої війська з Києва.
Втрата столиці деморалізувала Армію УНР. Бійці самодемобілізувалися, вважаючи, що їх зрадили вище командування та ГА. Петлюра, відсторонивши Кравса та визначивши його під слідство, передав Київський фронт генералу В. Сальському. В цей час було розпочато слідство над Кравсом, що супроводжувалося закономірними звинуваченнями, схильних до укладання з білогвардійцями договорів, галичан у зраді.

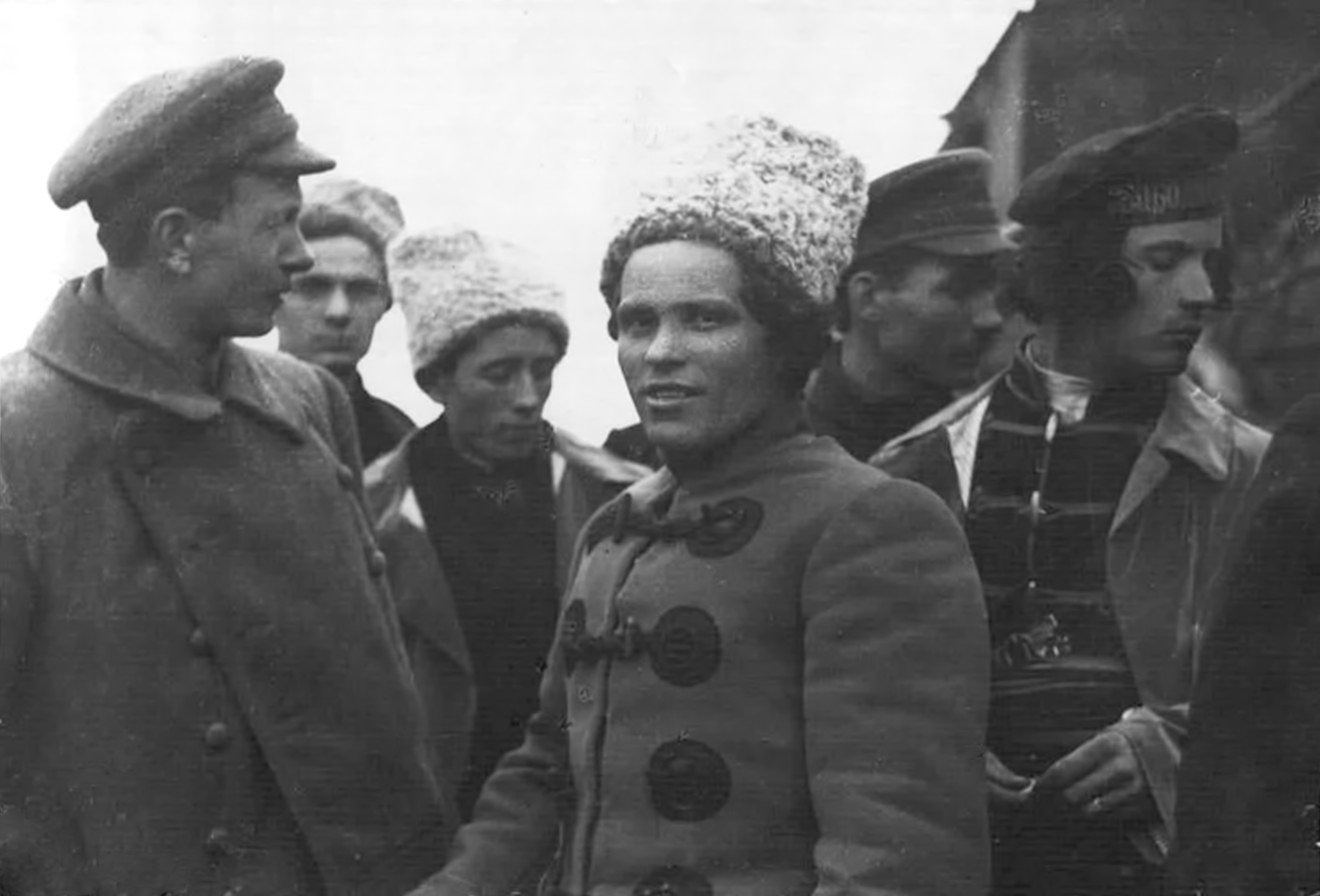
Нестор Махно з соратниками

20 вересня між командуванням армії УНР і штабом Революційної повстанської армії України (РПАУ) укладено угоду про спільну боротьбу з білими. У разі перемоги над неприятелем махновці мали прийти до влади в автономному Запорозькому районі. Після того, як 22 вересня був перехоплений по радіо наказ Денікіна про наступ проти української армії, відбулось спільне засідання Директорії, урядів УНР та ЗОУНР, ухвалено негайно почати воєнні дії проти армії Денікіна. 24 вересня Директорія оголосила війну денікінцям. 26 вересня на Правобережжі розгорнулися бої між військами УНР і білогвардійцями, якими командував генерал Я. Слащов. 27 вересня РПАУ розгромило кілька полків денікінської армії. У бою з махновцями втрати білих склали від 5 до більш 18 тисяч убитими, пораненими та полоненими. Початком жовтня наказом Цупкому вибухнуло повстання одночасно на всій Катеринославщині, у трьох повітах Херсонщини — Херсонському, Олександрійському і Єлисаветградському отамана Гулого. Після перемоги під Перегонівкою Махно прорвав ворожий фронт і повів свою армію у великий рейд тилами супротивника, сподіваючись захопити всю Південну Україну. Наприкінці жовтня українські армії почали втрачати боєздатність через поширення епідемії тифу, браку зброї та амуніції.
4 листопада в Жмеринці відбулася військова нарада за участю членів Директорії, вищого командування та уряду, на якому з'ясувалося, що командування ГА прагне укласти союз з Денікіним. 6 листопада на станції Зятківці за вказівкою командувача ГА генерала М. Тарнавського підписано перемир'я між збройними силами півдня Росії і ГА. Наказом диктатора ЗОУНР ця сепаратна угода скасовувалася, а генерал Тарнавський постав перед судом. Однак 16 листопада диктатор Петрушевич та уряд ЗУНР (ЗОУНР) залишили Україну, а 17 листопада в Одесі командувач ГА генерал О. Микитка підписав нову угоду з денікінцями, за якою Галицька армія переходила у повне розпорядження головнокомандувача Збройними силами півдня Росії.
16 листопада Кам'янець-Подільський захопили польські війська. Петлюра, на якого покладалося «верховне командування справами Республіки», виїхав в Проскурів, а члени Директорії А. Макаренко та Ф. Швець подалися за границю. 2 грудня на нараді в Чорториї Петлюра з членами уряду вирішив перейти до партизанських форм боротьби. Наступного дня уряд звернулося до населення України з відповідним зверненням. Ще через кілька днів Петлюра, призначивши командувачем армією генерала М. Омеляновича-Павленка, виїхав до Варшави. 6 грудня на нараді членів уряду з командуванням у Новій Чорториї остаточно вирішено здійснити армією партизанський рейд по тилах Денікіна.

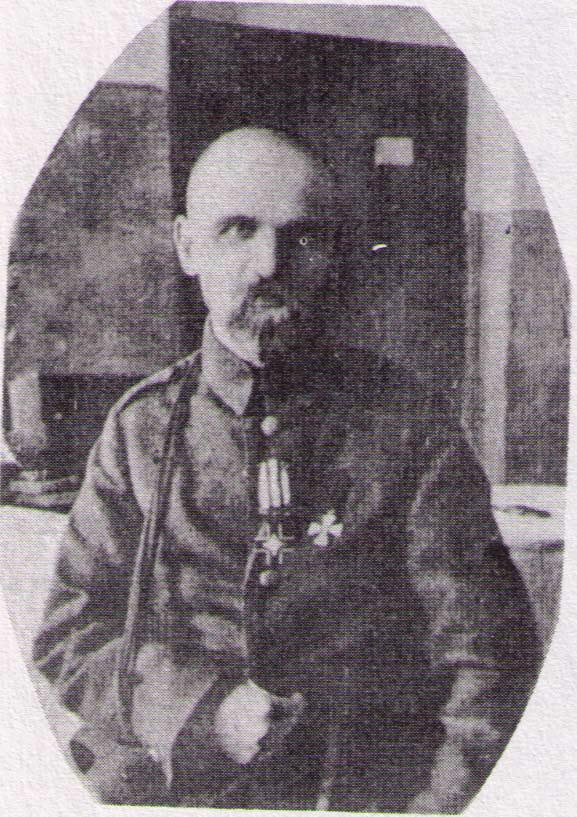
Михайло Омелянович-Павленко

6 грудня 5-тисячна армія у складі кінноти й посадженої на вози піхоти виступила у похід денікінськими тилами. Прорвавши фронт противника між Козятином і Калинівкою, вона швидким маршем рушила на південний схід. За тиждень опинилася в районі Липівця, а 24 грудня захопила Вінницю. 31 грудня армія УНР увійшла в Умань. Протягом першої половини 1920 року, коли владу в Україні знову перебрали більшовики, армія УНР в надзвичайно суворих умовах рейдувала Правобережною Україною. Цей похід армії УНР завершився 6 травня 1920 року.

#### Військовий союз з Польщею. Повстанський рух. Другий Зимовий похід Армії УНР
11 березня 1920 у Варшаві відновилися українсько-польські переговори, які розпочалися наприкінці 1919 року. 28 квітня підписано договір між УНР і Польщею, за яким Польща визнавала незалежність України, зобов'язувалася не укладати жодних угод з третіми країнами, ворожими Україні, визнавала за УНР право на територію східніше від границь Речі Посполитої 1772 року. Отже, УНР, за визнання незалежності, довелося заплатити ціною територіальних поступок. До Польщі відходили Східна Галичина, Холмщина, Підляшшя, частково Полісся та сім повітів Волині.
Крім політичної конвенції, Варшавський договір містив ще й військову, за якою 25 квітня 1920 об'єднані збройні сили Польщі та УНР перейшли у наступ на Червону армію. 6 травня польсько-українські війська заволоділи Києвом. 26 травня сформовано новий уряд УНР на чолі з В'ячеславом Прокоповичем. На фронті тим часом йшли позиційні бої, бо поляки, діставшись до границь 1772 року, не хотіли продовжувати наступ. Сама армія УНР не мала для цього достатніх сил. Її загальна чисельність ледь сягала 20 тисяч бійців, а зброї і спорядження вистачало лише для половини з них.
На початку червня радянське командування перегрупувало й зміцнило свої сили, передислокувавши з Кавказу 1-у Кінну армію С. Будьонного. 13 червня, після прориву будьонівцями фронту 1-ї польської армії, армія УНР розпочала відступ. У вересні відновився наступ польсько-українських військ. Форсувавши в середині місяця Дністер, армія заволоділа територією між Дністром і Збручем. 19 вересня польсько-українські війська захопили Тернопіль, а 27 вересня — Проскурів.
12 жовтня в Ризі між польською та радянською сторонами досягнуто домовленість про перемир'я. Тим самим Польща порушила Варшавський договір. 21 жовтня армія УНР була інтернована польськими військами. 18 березня 1921 в Ризі підписаний мирний договір між Польщею, з однієї сторони, РРФСР і УРСР — з іншої, за яким Польща в обмін на територіальні поступки, аналогічні тим, що мали місце у Варшавському договорі, визнала УРСР.
Тим часом Червона армія і Повстанська армія погромили війська генерала П. Врангеля в Криму. Більшовики в Криму вдалися до політики терору, розстрілявши десятки тисяч військових та цивільних осіб. У листопаді 1920 року більшовики зрадили своїх союзників махновців, розпочавши операцію зі знищення армії Махна. Після численних боїв з більшовицькими частинами «батько» в кінці серпня 1921 вивів залишки своєї армії в Румунію.
У 1920—1921 роках в Україні діяли численні повстанські загони. Крім махновської армії, найбільшими були частини на чолі з Юліаном Мордалевичем та Ільком Струком, що діяли на Київщині, загони отамана Блакитного (Костянтина Пестушка), що діяли в Центральній і Південній Україні, а також частини на чолі з отаманом Василем Чучупаком, що діяли в лісах Холодного Яру на Черкащині, загони отамана Ромашки — південь нинішньої Чернігівської області і лівобережна Київщина — сучасні Остерський, Козелецький, Бобровицький, Броварський райони. У кінці жовтня — листопаді 1921 року війська УНР здійснили рейд по Правобережжю з ціллю координації повстанських дій, підняття антибільшовицького повстання. Однак до осені 1921 року більшовики репресіями вже підірвали сили повстанського руху.
Однак вогнища спротиву ще довго горіли по тому. ДПУ повідомляло, що протягом 5-8 грудня 1922 року «ліквідовано» низку підпільних петлюрівських організацій на Правобережжі: Знам'янську і Єлисаветградську повітові організації та волосні повстанські комітети; керівники — отамани Загородній, Желєзняк, Гупало, Бондаренко, Яковенко, Голуб і Черкес — заарештовані.

### Боротьба на заході країни: Західно-Українська Народна Республіка

Території, на які претендувала ЗУНР

Восени 1918 року Четверний союз наближався до своєї поразки у Першій світовій війні, що активізувало національно-визвольні рухи в Австро-Угорській імперії. Українці у вересні 1918 року сформували Центральний військовий комітет (пізніше — Український генеральний військовий комісаріат), перед яким постала задача підготовки збройного виступу.

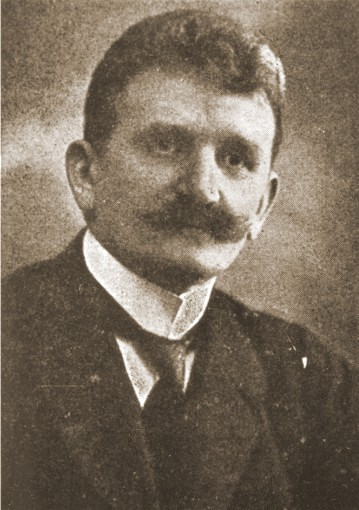
Євген Петрушевич

Наприкінці жовтня 1918 року, коли Австро-Угорській імперії залишалося існувати лічені дні, у Львові відбулося представницьке зібрання українських депутатів парламенту і крайових сеймів Східної Галичини та Буковини, єпископату, делегатів українських партій. Учасники зборів додержувалися курсу на залишення західноукраїнських земель під владою Відня. 18 жовтня збори обрали Українську Національну Раду на чолі з адвокатом Євгеном Петрушевичем. 19 жовтня УНРада своїм маніфестом проголосила Українську державу на території Східної Галичини, Північної Буковини та Закарпаття, а також закликала національні меншини направити своїх представників в УНРаду.
Тим часом польські політики готувалися відновити Річ Посполиту. Для здійснення цих планів в Кракові була створена Польська ліквідаційна комісія, яка 1 листопада мала прибути до Львова й за допомогою польських військових організацій захопити владу у краї. Але події в регіоні розгорнулися не за польським сценарієм.
У ніч на 1 листопада близько півтори тисячі озброєних солдатів та офіцерів австрійської армії українського походження захопили австрійське управління провінцією, штаб австрійського військового командування, Сейм, центр міста, вокзал, пошту, казарми поліції та армії. Австро-угорські війська здебільшого заявили про свій нейтралітет й без опору здавали зброю. Уранці 1 листопада 1918 над ратушею Львова уже розвівався український національний прапор. Після полудня відбулася формальна передача влади від цісарського намісника УНРаді, а сама УНРада проголосила себе «найвищою державною владою» в Українській державі. Однак повстання у Львові вдалося не повною мірою — українці не змогли поставити все місто під свій повний контроль. Вранці 1 листопада польські політичні лідери проголосили мобілізацію у Львові й стали готувати оборону частини міста. З другої половини дня західна і південно-західна частини Львова почали перетворюватися на опорні пункти для добровольців-поляків. 1—2 листопада 1918 року українські військові здійснили переворот в Станіславі, Теребовлі, Золочеві, Коломиї, Жовкві та інших містах Східної Галичини. 3 листопада влада Української Національної Ради була проголошена в Чернівцях.
9 листопада УНРада сформувала Тимчасовий державний секретаріат (пізніше — Рада державних секретарів ЗУНР) на чолі з Костем Левицьким. 13 листопада УНРада прийняла «Тимчасовий основний закон про державну самостійність українських земель бувшої австро-угорської монархії», який проголосив Західноукраїнську Народну Республіку на території Східної Галичини, Північної Буковини та Закарпаття, затвердив державний герб (золотий лев на синьому тлі) та прапор (синьо-жовтий). У той таки день були прийняті закони про організацію регулярного війська — Галицької армії. 16 листопада був прийнятий закон про тимчасову державну адміністрацію, а 19 листопада — про тимчасову організацію суддів та судової влади. 22—26 листопада відбулися довибори в УНРаду.

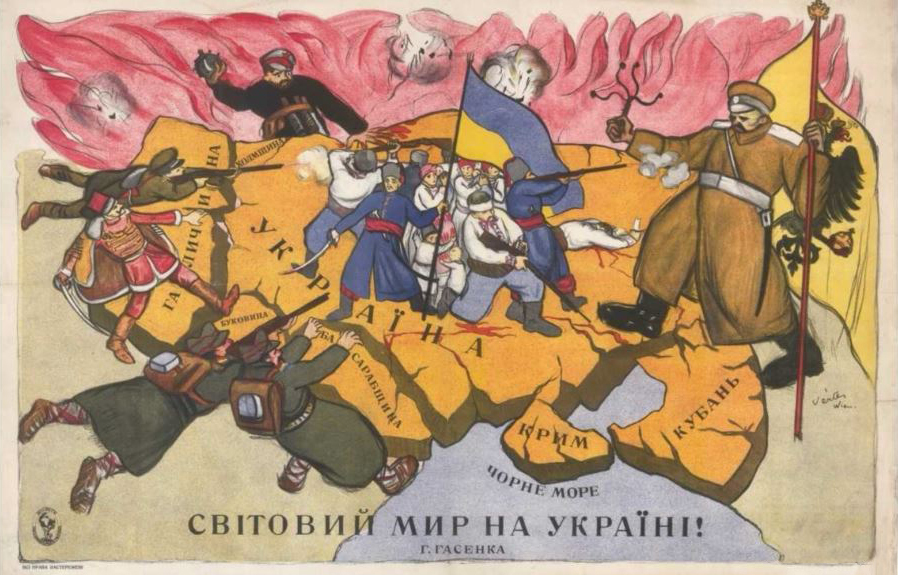
Плакат «Світовий мир на Україні!» Ґеорга Гасенка, 1919 рік.

11 листопада українські війська змушені були залишити Перемишль. Стратегічний плацдарм цього міста став базою для подальшого наступу польських військ на Львів. В середині листопада румунські війська захопили Північну Буковину. 22 листопада війська ЗУНР під натиском польських військ залишили Львів.
Державний секретаріат ЗУНР спочатку переїхав до Тернополя, а згодом — до Станіслава. 1 грудня в Фастові делегація ЗУНР підписала попередній договір про об'єднання ЗУНР з УНР. УНРада 3 січня затвердила Ухвалу про Злуку ЗУНР з УНР, а 4 січня затвердила новий склад уряду на чолі з С. Голубовичем. 22 січня на Софійській площі в Києві відбувся акт возз'єднання УНР і ЗУНР. Формально ЗУНР увійшла до складу УНР як Західна область УНР. Правда, остаточне об'єднання держав відкладалося до проведення Установчих зборів.
В середині січня відбувся похід військ ЗУНР на Закарпаття. 21 січня в Хусті пройшли Всенародні збори угорських українців, які прийняли декларацію про приєднання Закарпаття до соборної України. На Закарпаття також претендувала визнана Антантою Чехословаччина. 12 січня Антанта дала свою згоду на окупацію Закарпаття чехословацькими військами.
У січні в Східну Галичину прибула миротворча місія Антанти на чолі з генералом Ю. Бартелемі. Бартелемі запропонував посередництво у врегулюванні конфлікту зі сторони Паризької мирної конференції. Місія нав'язувала ворогуючим сторонам свою лінію розділення Східної Галичини. 27 лютого в Ходорові відбулася зустріч місії з делегаціями ворогуючих сторін. Переговори проходили за участю члена Директорії С. Петлюри. Петлюра попередив західноукраїнських політиків про формування Ю. Галлером армії у Франції і намагався умовити керівництво ЗУНР (ЗОУНР) піти на певні територіальні поступки для збереження республіки і набуття допомоги Антанти. Але керівництво ЗУНР (ЗОУНР) не погодилося з доводами Петлюри й відкинуло «лінію Бартелемі».
Поки в Східній Галичині між ГА і польською армією йшли позиційні бої, українсько-польський фронт стабілізувався, у Франції генерал Ю. Галлер сформував «блакитну армію» (назва за кольором мундирів). Ця армія складалася з 6 дивізій в 68—92 тисяч солдатів та офіцерів і формально була підпорядкована головнокомандувачу союзних військ у Європі маршалу Ф. Фошу. Антанта, що озброїла цю армію, при передислокації її до Польщі висунула умову — використовувати її тільки проти Червоної армії. Однак Пілсудський та Галлер вирішили використовувати «блакитну армію» в наступі проти ГА та армії УНР.
У середині травня армія Галлера потіснила армію УНР на Волині. Наприкінці травня розпочався загальний відхід ГА до Збруча, без опору наступаючим, щоб зберегти залишки армії.
У травні загострилася ситуація на польсько-чехословацькій та польсько-німецькій границі. З галицького фронту були зняті 1-а та 2-а дивізії Галлера. Самого Галлера Пілсудський викликав до Кракова, запропонувавши йому стати на чолі нового антинімецького сілезького фронту. 29 травня Галлер, вважаючи, що завершення війни з українцями — питання декількох днів, передав командування галицьким фронтом генералу В. Івашкевичу. Польській армії було поставлене завдання вийти до приграничної річки Збруч.

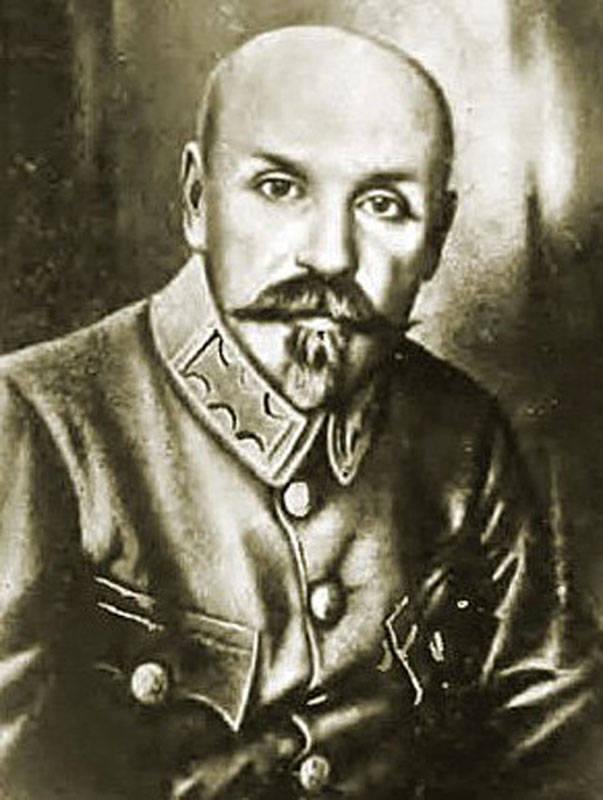
Олександр Греков

8 червня 1919 року командувачем ГА замість М. Омеляновича-Павленка було призначено О. Грекова. Того ж дня почався загальний контрнаступ ГА. 9 червня уряд С. Голубовича склав свої повноваження, уся повнота військової та цивільної влади перейшла до «уповноваженого диктатора» Є. Петрушевича. ГА в середині червня зайняла Тернопіль і просувалася далі на захід.
Антанта 25 червня дала згоду на окупацію Польщею Східної Галичини, а 27 червня дозволила використовувати проти ГА армію Галлера у повному складі. Тоді ж польське командування вирішило розпочати загальний контрнаступ.
У такій ситуації генерал Греков змушений був віддати наказ про відхід корпусів ГА на схід до Збруча. 4 липня диктатор Петрушевич надіслав голові Директорії УНР телеграму, в якій говорилося про можливість переходу ГА за Збруч. У той самий час Петрушевич вів переговори з більшовиками та урядом Румунії. Однак румунська влада відмовилася пустити ГА на свою територію. 14 липня диктатор Петрушевич віддав наказ ГА передислокуватися на Поділля, на територію УНР.

## Державні утворення, військові формування на території України у 1917—1921 роках

### Національно-державні утворення
- Українська Народна Республіка
- Українська Держава
- Західно-Українська Народна Республіка
  - Лемко-Русинська Республіка
  - Команчанська Республіка
- Кримська Народна Республіка
- Кубанська Народна Республіка

### Повстанський рух
- Махновський рух (Революційна повстанська армія України)
- Отамани М. Григорієв, Зелений (Д. Терпило), Є. Ангел, Ю. Мордалевич, І. Струк, Блакитний (К. Пестушко), В. Чучупак та багато інших.

Квазідержавні утворення:
- Холодноярська Республіка
- Республіка Гуляй-Поле
- Баштанська республіка
- Висунська народна республіка
- Медвинська республіка
- Мліївська республіка
- Республіка Чорного Лісу
- Ямпільська республіка

### Радянські республіки
- Українська Народна Республіка Рад
- Донецько-Криворізька Радянська Республіка
- Одеська Радянська Республіка
- Радянська Соціалістична Республіка Тавриди
- Українська Радянська Республіка
- Кубанська Радянська Республіка
- Кубано-Чорноморська Радянська Республіка
- Українська Соціалістична Радянська Республіка
- Галицька Соціалістична Радянська Республіка
- Бессарабська Радянська Соціалістична Республіка

### Білий рух
- Збройні Сили Півдня Росії
- Російська армія Петра Врангеля

## Українські політичні партії періоду революції

### Наддніпрянщина
- Українська соціал-демократична робітнича партія
- Українська партія соціалістів-революціонерів
- Українська партія соціалістів-федералістів
- Українська демократично-хліборобська партія
- Українська партія соціалістів-самостійників
- Українська народна партія
- Українська партія лівих соціалістів-революціонерів
- Українська трудова партія
- Всеукраїнський союз хліборобів-власників
- Комуністична партія (більшовиків) України (на правах обласної організації РКП(б))

### Західна Україна
- Українська республіканська партія
- Українська націонал-демократична партія
- Українська соціал-демократична партія
- Християнська суспільна партія